# Gare de Provins
Vous lisez un « bon article » labellisé en 2011.
La gare de Provins est une gare ferroviaire française de la ligne de Longueville à Esternay, située sur le territoire de la commune de Provins, à proximité du centre-ville, dans le département de Seine-et-Marne, en région Île-de-France.
Le chemin de fer arriva à Provins le 11 décembre 1858. La gare fit l'objet de nombreux projets qui, pour la plupart, n'ont pas été réalisés. Elle a connu plusieurs périodes d'améliorations et de déclins. Au début du XXe siècle, elle bénéficiait d'une desserte importante dont il ne reste plus que l'accès vers Paris. Cependant plusieurs projets visent à remettre en circulation certaines anciennes lignes.
C'est aujourd'hui une gare de la Société nationale des chemins de fer français (SNCF) desservie par les trains du réseau Transilien Paris-Est (ligne P) à partir de la gare de l'Est à Paris. En matière de fret, Transdev Rail gère la gare de Provins,,.
Elle est aussi une gare touristique utilisée par l'Association de jeunes pour l'entretien et la conservation des trains d'autrefois (AJECTA) pour de nombreuses manifestations.

## Situation ferroviaire

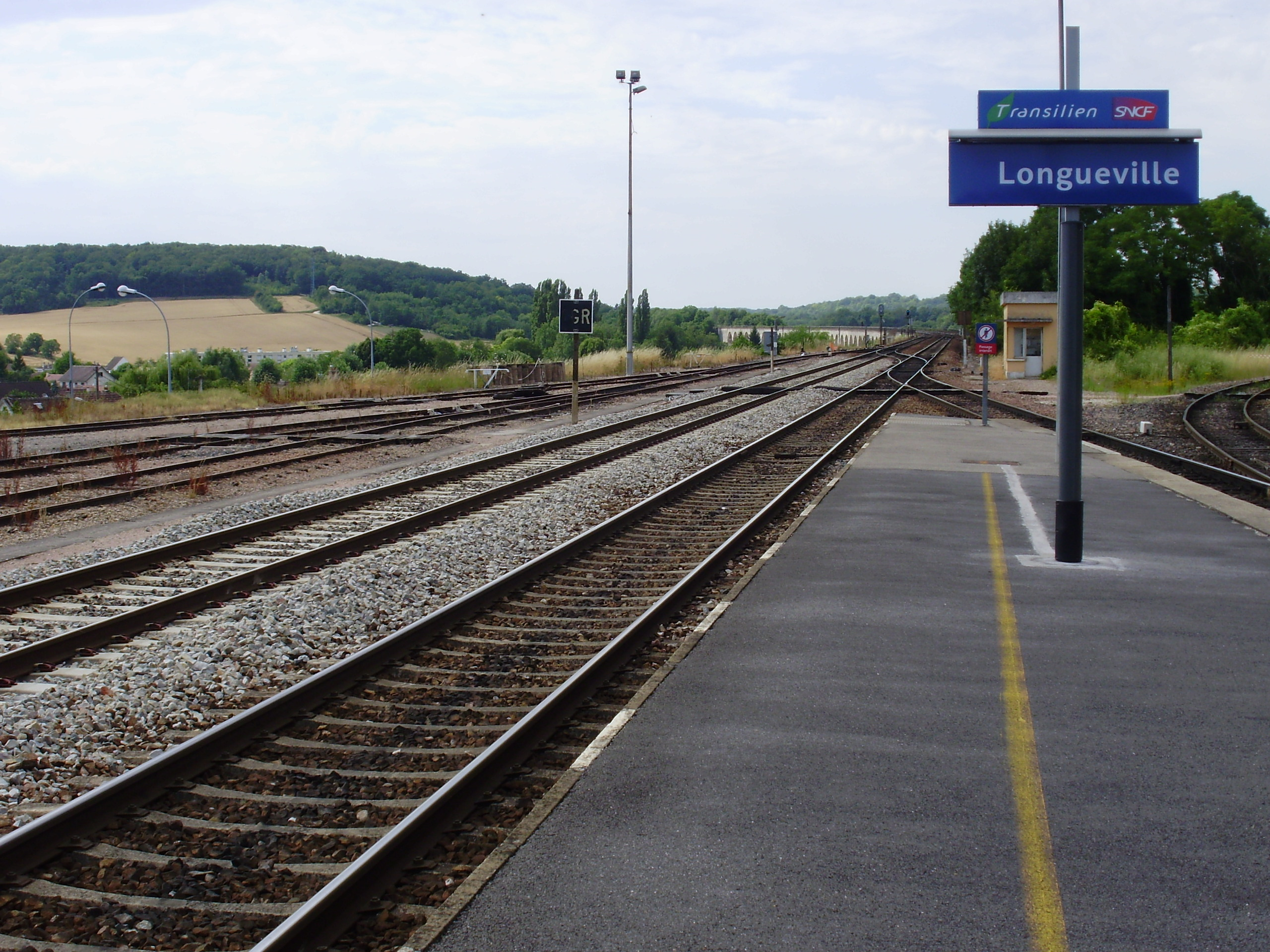
En gare de Longueville, voies de ou vers Paris à gauche du panneau indicateur et voie unique vers Provins à sa droite.

La gare de Provins, établie à 91 m d'altitude, est située au point kilométrique (PK) 94,996 de la ligne de Longueville à Esternay, après la gare de Champbenoist - Poigny. Elle est le terminus des trains de voyageurs. Des butoirs sont installés sur les diverses voies de la gare sauf sur celle située le long du bâtiment voyageurs qui est utilisée pour les trains de marchandises qui vont au-delà, jusqu'à la gare de Villiers-Saint-Georges, ainsi que, plus rarement, pour quelques trains de voyageurs à caractère touristique allant jusqu'à cette même gare.
Les trains qui relient Paris-Est à Provins et vice-versa rebroussent en gare de Longueville.

## Histoire

### Avant la gare

#### 1844-1853: les projets pour la gare
Le tout premier projet qui concerne la ville de Provins est mis en place en 1844, alors que le département de Seine-et-Marne commence à être le centre de nombreux tracés. Deux d'entre eux se dirigent vers Provins, l'un partant de Paris via Tournan, l'autre partant de Meaux via Crécy-la-Chapelle. Ils se poursuivent tous deux vers Romilly-sur-Seine. Ces projets n'ont, par la suite, pas été réalisés.

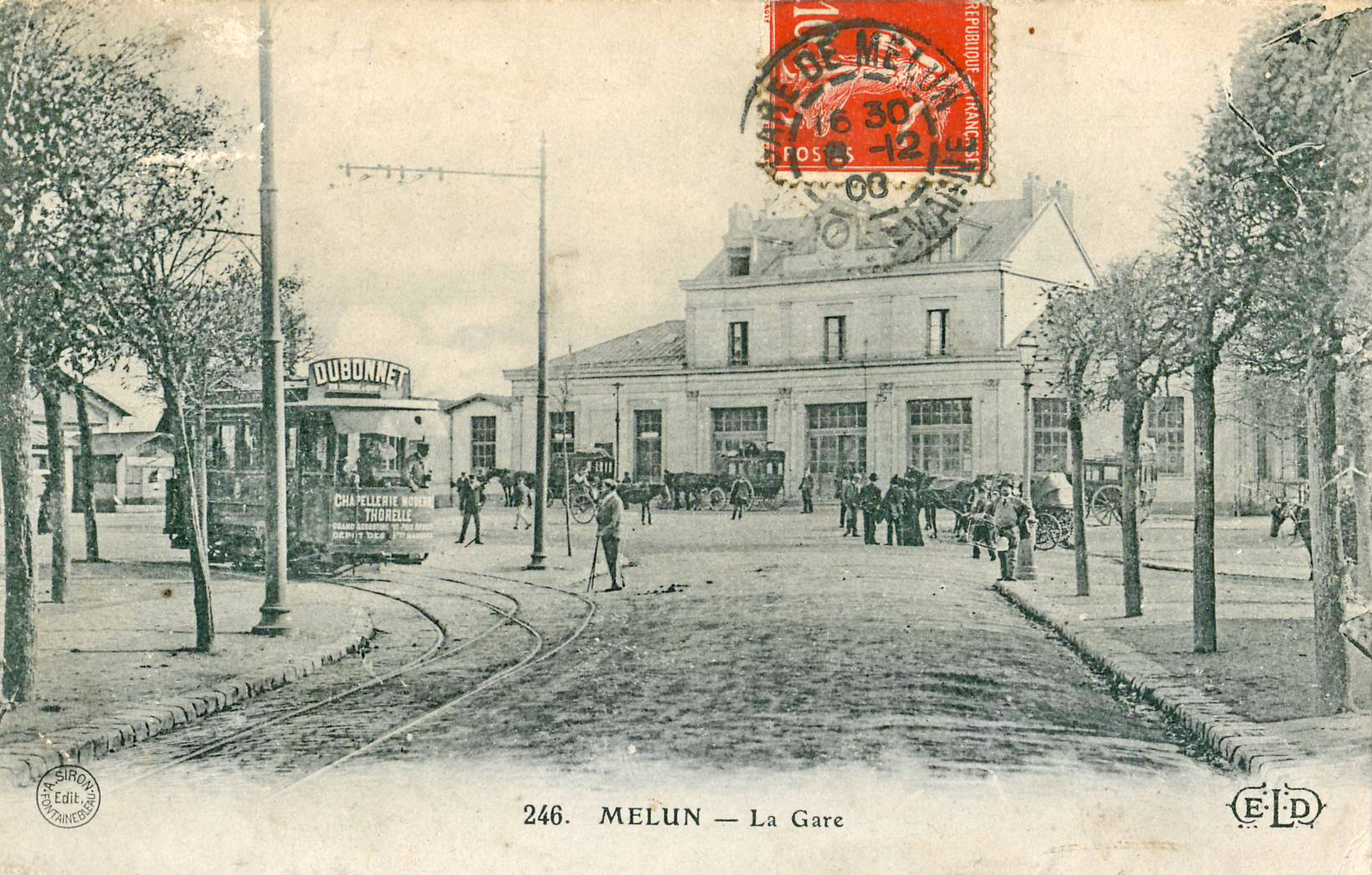
Gare de Melun au début du XXe siècle avec des omnibus.

En 1845, plusieurs projets pour relier Montereau à Troyes furent conçus. Les élus de Provins avaient encouragé un projet qui visait à partir de Melun, de façon à être relié à la gare de Lyon. La ligne devait passer par Nangis, Rampillon, puis par la vallée de la Voulzie à proximité de Provins. Mais ce fut la ligne de Flamboin-Gouaix à Montereau qui fut créée à la place. En 1850, en attendant l'arrivée du train à Provins, un service d'omnibus reliait la ville à celle de Melun, où l'on pouvait prendre les trains de la ligne de Paris à Marseille qui desservaient la gare depuis le 3 janvier 1849. La création de la ligne Gouaix-Montereau, en 1848, a ainsi contribué à examiner un projet de liaison « Les Ormes-sur-Voulzie – Longueville – Provins », long de douze kilomètres, qui est envoyé au ministère des Travaux publics en 1851 et est étudié lors du choix du tracé de la ligne de Montereau à Troyes. La ligne, prévue à traction animale, est concédée par le décret du 28 juillet 1852, mais elle est abandonnée lors de l'approbation du tracé de la ligne de Paris à Mulhouse.
Lors de la séance du 21 avril 1853, le conseil municipal de Provins a voté à l'unanimité en faveur de la réalisation du projet de ligne vers Mulhouse, et a proposé une subvention de 200 000 francs à condition que le chemin de fer passe par les communes de Coubert, Guignes, Mormant et Nangis. Le conseil municipal de Nangis et ceux de la plupart des communes concernées exprime un vote favorable pour le projet tout comme le conseil d'arrondissement qui, dans une séance du 1er août 1853, émet le vœu suivant : « Le conseil joint ses vœux les plus ardents à ceux de la population de tout l'arrondissement pour la prompte exécution du chemin de fer de Paris à Mulhouse par les plateaux de la Brie en passant par Nangis et Provins ». Lorsque la décision est prise d'adopter le tracé jusqu'à Longueville, qui éloigne la ligne à 9 km de Provins, le conseil municipal a adressé une requête à l'empereur Napoléon III, demandant la révision de ce projet, et une pétition est envoyée le jour même au ministre des Travaux publics proposant l'étude d'une ligne devant abréger le parcours de 6 km.
Un autre projet de ligne voit le jour la même année pour aller de Paris à Troyes via Tournan-en-Brie avec un embranchement de Tournan à Coulommiers puis Provins. Elle était prévue pour être réalisée en 1856 mais elle ne fut jamais construite.

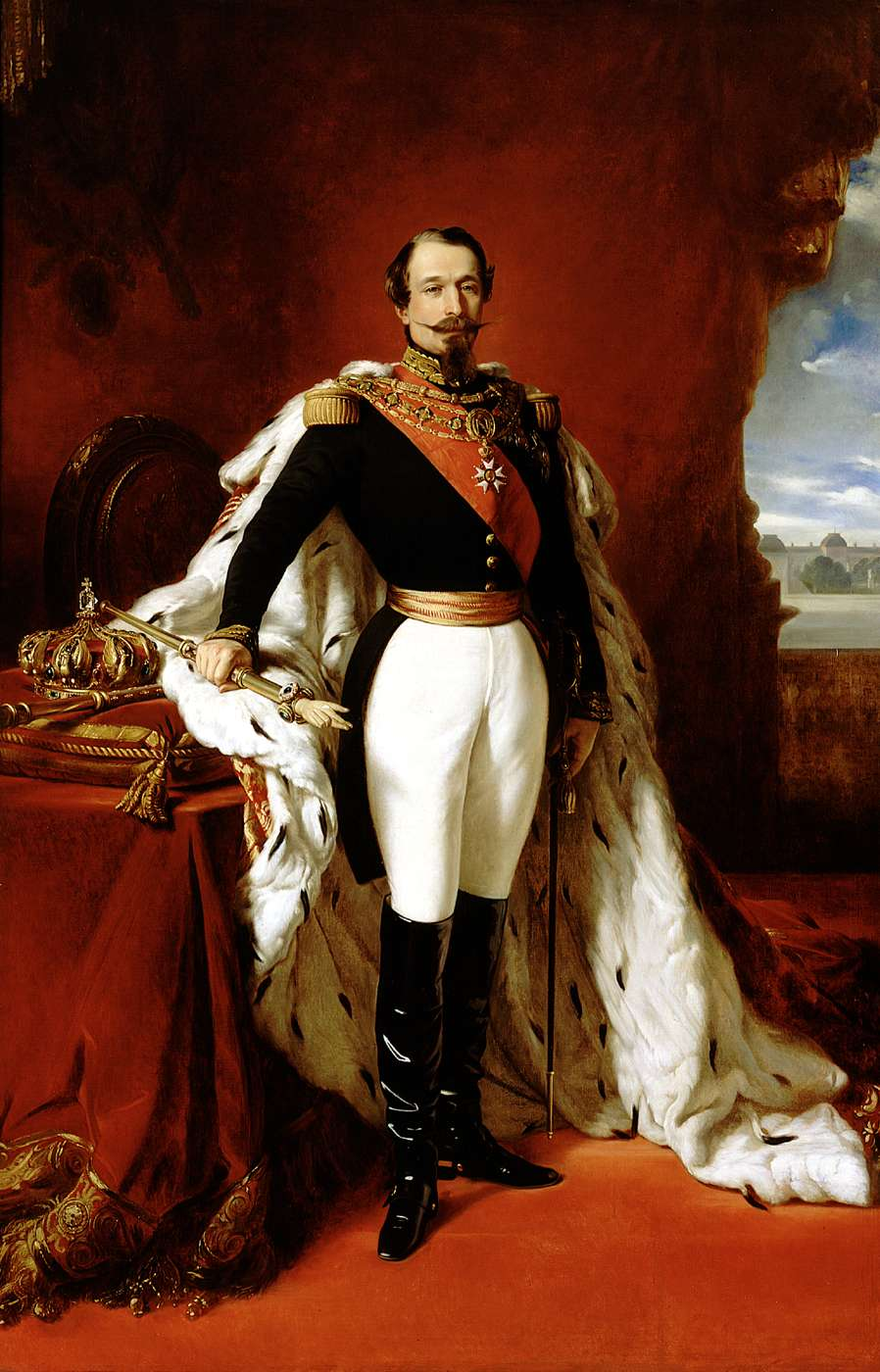
Portrait de Napoléon III.

#### 1853-1855: Provins exclu des grandes lignes
Provins vient donc de perdre une occasion d'être desservie par une grande ligne ferroviaire. Pourtant, Provins était à l'époque une ville importante localement et qui comptait plus de 7 764 habitants en 1856. Les raisons de cet étrange éloignement peuvent s'expliquer par plusieurs raisons.
D'abord, Napoléon III avait, en réalité, sciemment évité de faire passer la ligne Paris – Mulhouse à Provins et l'a placée dans un petit lieu-dit nommé Longueville. La raison de cet éloignement volontaire était politique ; en effet, les Provinois de sensibilité royaliste, avaient voté contre Napoléon III lorsque ce dernier devint le premier président de la République française le 10 décembre 1848.
Le fait que la ligne Paris – Mulhouse ne soit pas passée par Provins résulte aussi de la position des notables de la commune qui ne semblaient pas non plus vouloir d'une gare et de rails dans Provins « intra-muros ». En effet, il semble que lors de l'étude du prolongement jusqu'à Troyes, ces derniers aient voulu une ligne allant de Nangis à la vallée de la Voulzie, à 4 km de la ville provinoise, sans insister pour une desserte plus proche. De plus, le tracé par Provins s'est révélé trop accidenté et aurait eu un coût trop important pour la desserte de cette ville.

### La première gare

#### 1855-1862: création de la gare

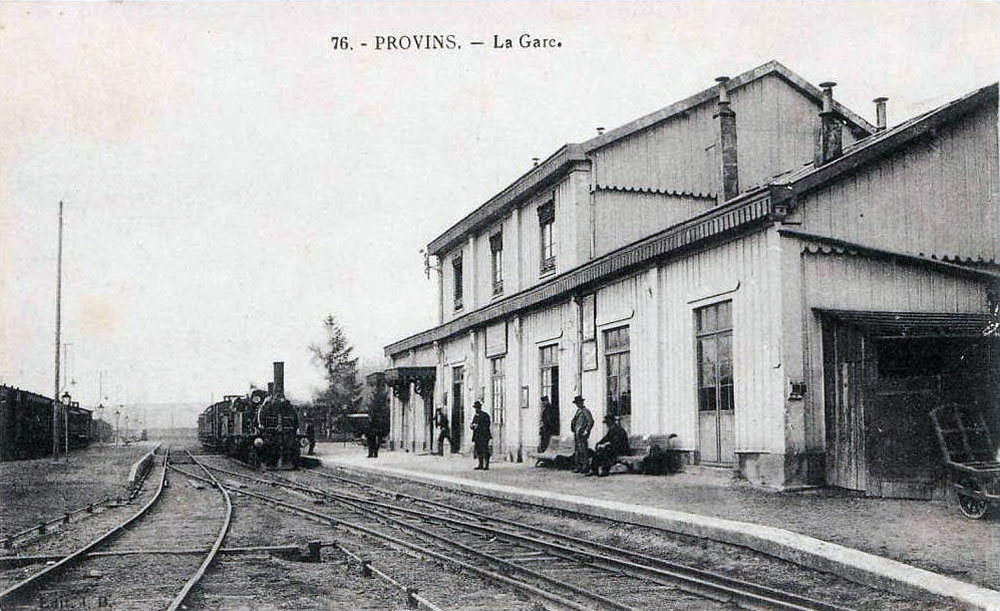
Un train en gare de Provins vers 1900.

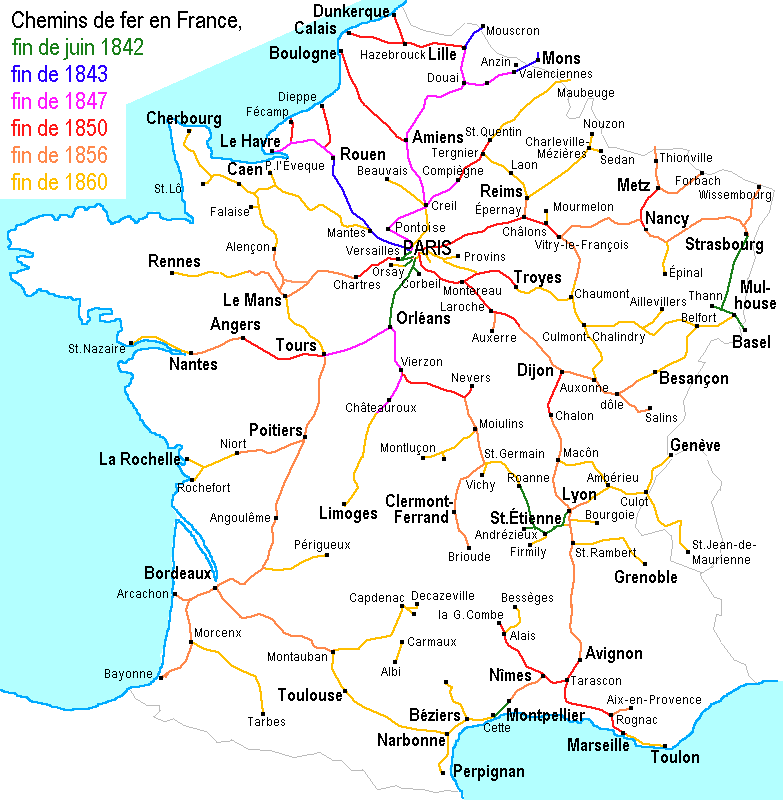
Plan du réseau ferré de France jusqu'en 1860 : apparition de la gare de Provins.

Finalement, la ligne Paris – Mulhouse est concédée le 18 janvier 1855 et achevée en avril 1858 avec un embranchement vers Provins, long de sept kilomètres, ouvert le 11 décembre 1858. Il permet aux Provinois de rejoindre la grande ligne en quinze minutes. Provins est alors le terminus temporaire de la ligne Longueville – Esternay et le projet « Les Ormes-sur-Voulzie – Provins » est abandonné.
En 1858, il y avait deux services par jour, 6 h 35 et 17 h 28. Ce service va passer à trois liaisons allers-retours sur le trajet Paris – Provins. Les départs de Provins pour Paris étaient à 5 h 30, 10 h et 18 h ; ceux de Paris pour Provins étaient à 7 h 15, 12 h 15 et 17 h 40.
L'ancienne gare de Provins a été construite en bois, les autorités militaires désirant qu'elle puisse être détruite facilement lors de conflits. Le bois qui a permis de construire la gare provient de la première gare d'Épernay. La gare fut construite pour accueillir Napoléon III lors de sa visite du chemin de fer. En 1861, le prix du trajet Paris-Provins est de 9,75 F en première classe, 7,25 F en seconde classe et 6,20 F en troisième classe. En 1862, la gare de Provins a transporté 53 509 voyageurs et 405 561 kg de messageries en grande vitesse.

#### 1860-1881: de nouveaux projets

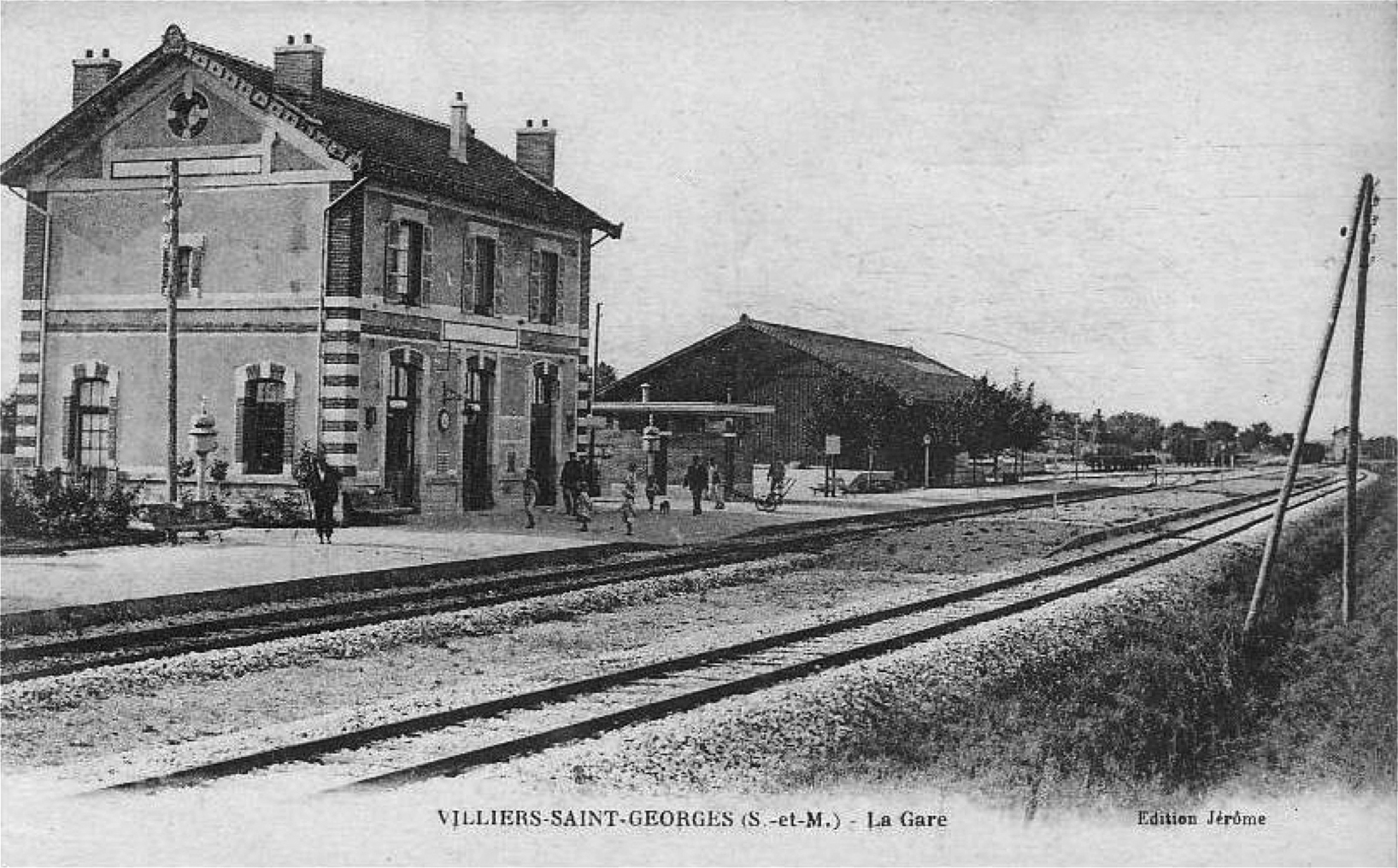
La gare de Villers-Saint-Georges au début du XXe siècle.

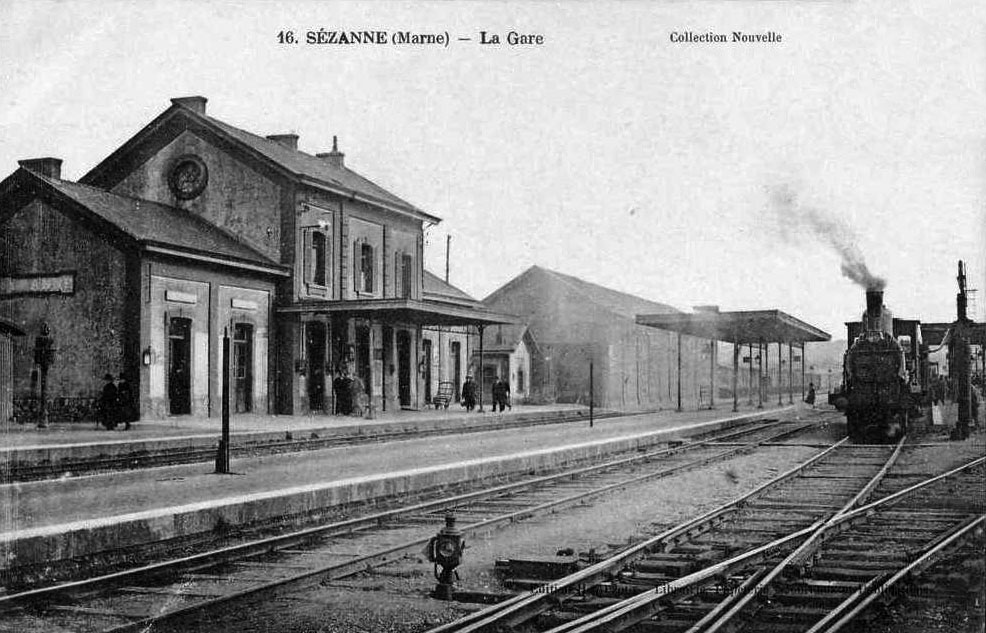
La gare de Sézanne au début du XXe siècle.

Les projets commencèrent à devenir nombreux avec l'insatisfaction des Provinois pour la ligne Provins – Longueville. Le premier commence en 1860, avec une ligne Orléans – Épernay qui passerait par Sézanne et Provins mais n'eut pas de suite. En 1862, un projet est lancé devant rattacher Orléans aux grandes lignes en passant par le chemin du Bourbonnais et de Montereau, pour passer à Provins. Ce projet connaîtra le même sort que le précédent. Lors de la session du Conseil général de 1865, un projet d'une ligne directe Paris – Provins sans changement à Longueville fut mis en place qui devait reprendre un tracé similaire à celui de 1853 et devait passer à Brie-Comte-Robert, Guignes, Chaumes-en-Brie, Rozay, Mormant et Nangis avec un embranchement entre Villepatour et Coulommiers. Ce projet était déclaré d'intérêt local mais des difficultés juridiques empêchèrent le projet d'être réalisé.
En 1866, une série de projets voit le jour en Seine-et-Marne. Deux d'entre eux concernaient Provins : ceux sur les lignes de Provins à Sézanne et de Provins à la vallée de l'Yonne en passant par Bray-sur-Seine. Le prix de l'ensemble du projet s'élevait à 7 700 000 francs. Le projet ne durera pas longtemps : dans le rapport du Vicomte de Vesins, le nouveau préfet démontrera son opposition au projet en déclarant que « pour certaines lignes, les communes ne se sont pas bien pénétrées des avantages considérables que leur apporterait l'établissement de la voie ferrée… ou que, tout au moins, cette conviction n'a pas pu les déterminer aux sacrifices qui leur était demandés ».
En 1867, un projet de ligne de Provins à Villiers-Saint-Georges, ne remportera pas un grand succès. En effet, le préfet de l'époque, désabusé, déclara que la participation pécuniaire acceptée par les municipalités concernées ne représentait qu'un quart de ce qui leur avait été demandé et une commune sur sept avait déclaré être contre ce projet. La même année, lors d'une séance du « Sénat et du Corps législatif », les membres de ce dernier évoquent un projet qui visait à créer une ligne directe de Chalmaison aux Ormes-sur-Voulzie qui, avec la ligne déjà existante de Longueville à Provins, formerait une ligne plus importante. Cependant, ce projet, qui doit être mis en place avec d'autres lignes environnantes (Paris – Mulhouse, Provins – Longueville, Gouaix – Montereau), connaît un enlisement administratif qui lasse les populations concernées. De plus, pour sa réalisation, il aurait fallu finalement s'arrêter à Longueville et reprendre un autre train jusqu'à Montereau afin de partir de Provins, et le temps pour atteindre Paris aurait été trop long.
En 1868, le projet de la ligne Orléans – Épernay par Sézanne et Provins est relancé. Au fil des discussions, le tracé prévoit en plus la desserte de Nemours, Moret et Montereau tout en confirmant l'arrêt de Provins. Cependant, en 1869, le département doit disposer de ses finances durant douze ans et, en plus de ses difficultés financières, la multiplication des demandes de nouvelles lignes en Seine-et-Marne rend impossible le financement de la ligne, ce qui a comme conséquence de diminuer dès 1871 la création de lignes sur le département en laissant les nouvelles compagnies voisines s'intéresser aux voies ferrées de Seine-et-Marne.
Enfin, un projet concernant la gare de Provins est accepté : le prolongement de la ligne allant de Longueville jusqu'à Provins vers Villiers-Saint-Georges mais qui, cette fois, ira jusqu'à Esternay. Le profil du tracé est arrêté par la loi du 17 juillet 1878 et est reconnu d'utilité publique le 7 janvier 1881. Une carte des chemins de fer seine-et-marnais de 1878 mentionne d'ailleurs le tracé à l'état de projet.

#### 1881-1888: une desserte importante

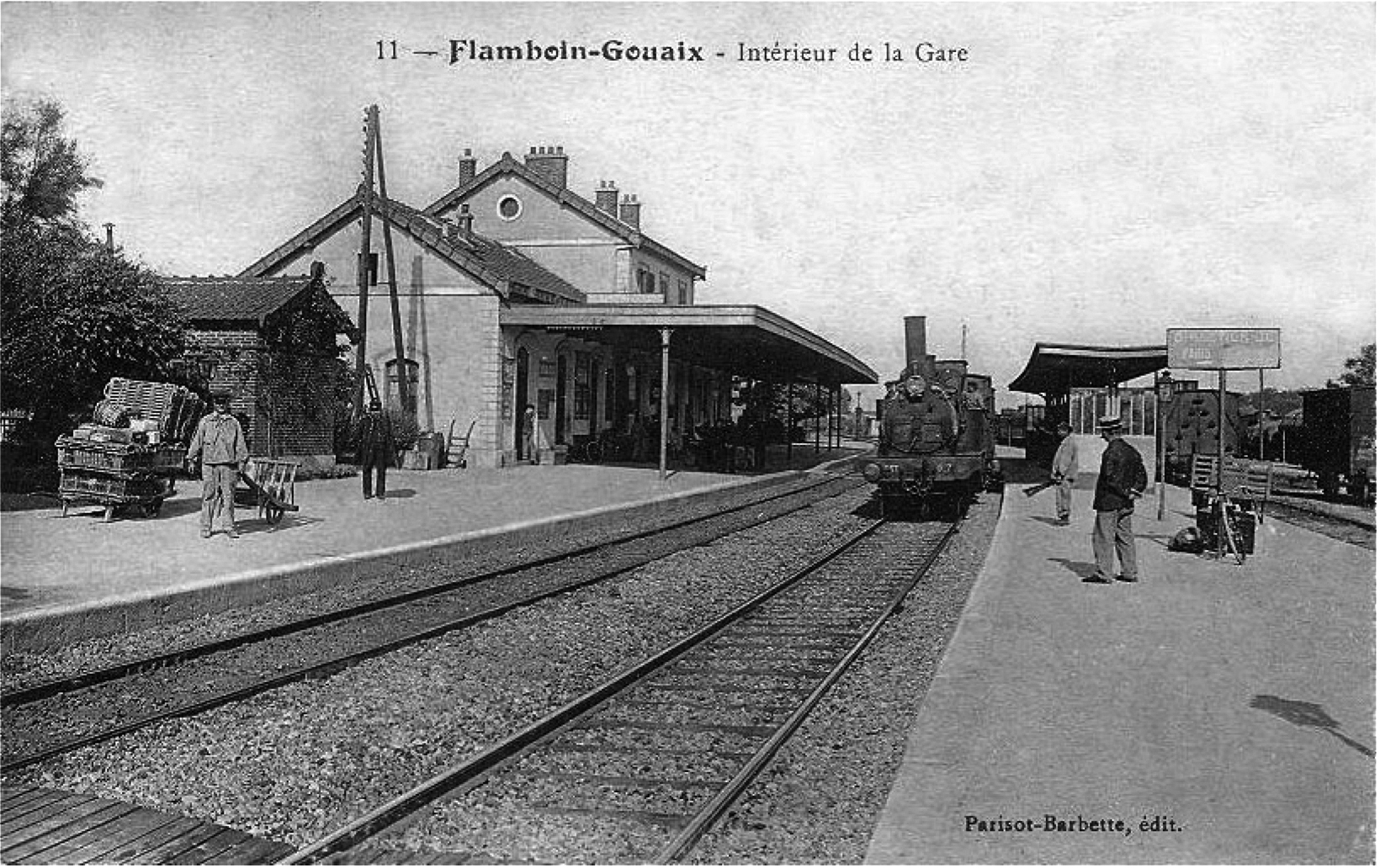
La gare de Flamboin-Gouaix vers 1900, permettait la desserte de Montereau et de Troyes pour les Provinois.

Durant les années 1880 et années 1890, Provins jouit d'une très mauvaise réputation, autant par les habitants de la ville que par ceux des environs, car elle est considérée comme une ville isolée du point de vue ferroviaire. Cependant, à en croire la publication de 1887 de La feuille de Provins, la commune n'était pas si isolée que ça et l'on pouvait emprunter plusieurs lignes grâce aux centres ferroviaires de Longueville et Gouaix.
- Il y avait dix départs de Provins à Paris en changeant à Longueville avec des arrêts à Maison-Rouge, Nangis, Mormant, Gretz et Noisy-le-Sec. La desserte s'étendait de 6 h à 19 h 22. Le trajet durant entre deux et trois heures.
- Il y avait douze départs de Paris à Provins allant de 7 h 15 à 0 h 35.
- Neuf trains allaient de Provins à Troyes.
- Sept trains allaient de Troyes à Provins.
- Trois trains allaient de Provins à Montereau de 6 h 15 à 5 h 28.
- Trois trains allaient de Montereau à Provins de 8 h 35 à 7 h 6[27].

#### 1888-1902: difficulté de la réalisation du projet

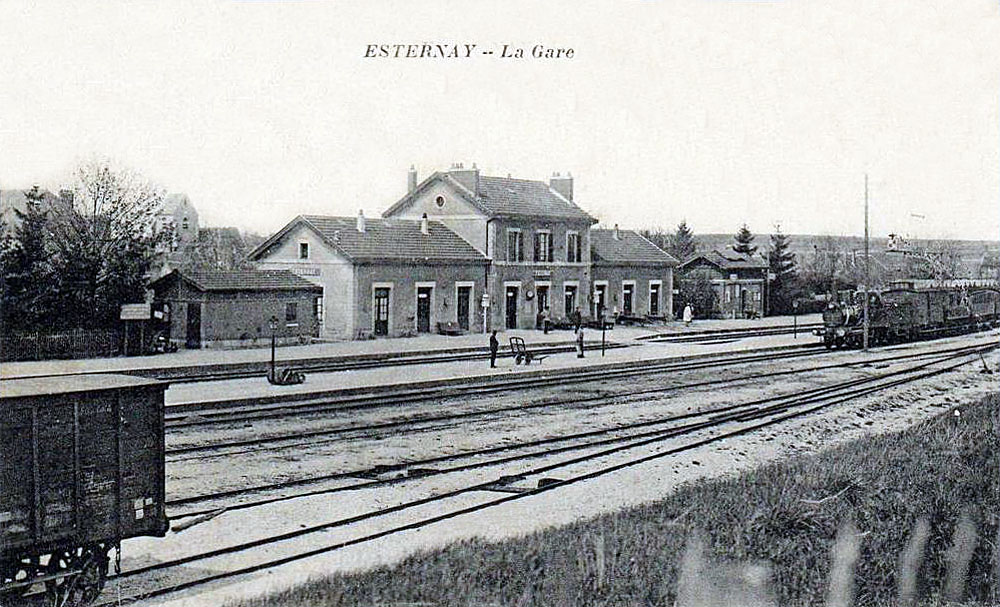
La gare d'Esternay au début du XXe siècle.

Les travaux pour le prolongement de la ligne au-delà de Provins durent depuis maintenant sept ans et le mécontentement commence à apparaître au sein des Provinois et des communes environnantes. La réalisation du prolongement est tellement délicate que René-Charles Plancke dans son livre « Histoire du chemin de fer de Seine-et-Marne » n'hésite pas à comparer cette ligne à « l'arlésienne des chemins de fer seine-et-marnais ». Lassée par ce retard, la Feuille de Provins, le 26 mai 1888, écrit : « si l'on en croit certains indices, l'exécution du prolongement de la ligne de Provins à Esternay n'est pas encore près de se faire ». Cela n'empêchera pas la ligne d'être ajournée en 1894.
En 1900, Provins est encore le terminus de la ligne. En attentant le prolongement de la ligne, un omnibus est mis en place entre Sézanne et Provins, le matin à 8 h 30 pour arriver à Provins à 9 h 45 ; au retour, il part de Provins à 14 h pour arriver 1 h 30 après. Il y a également un omnibus de Villiers-Saint-Georges à Provins qui part tous les jours à 18 h pour en repartir à 23 h 30. La ligne a cependant un service supplémentaire, chaque samedi à 11 h et qui repart de Provins à 17 h 15. L'arrivée du chemin de fer causera la disparition des omnibus dans ces communes.

#### 1902-1914: prolongement et améliorations

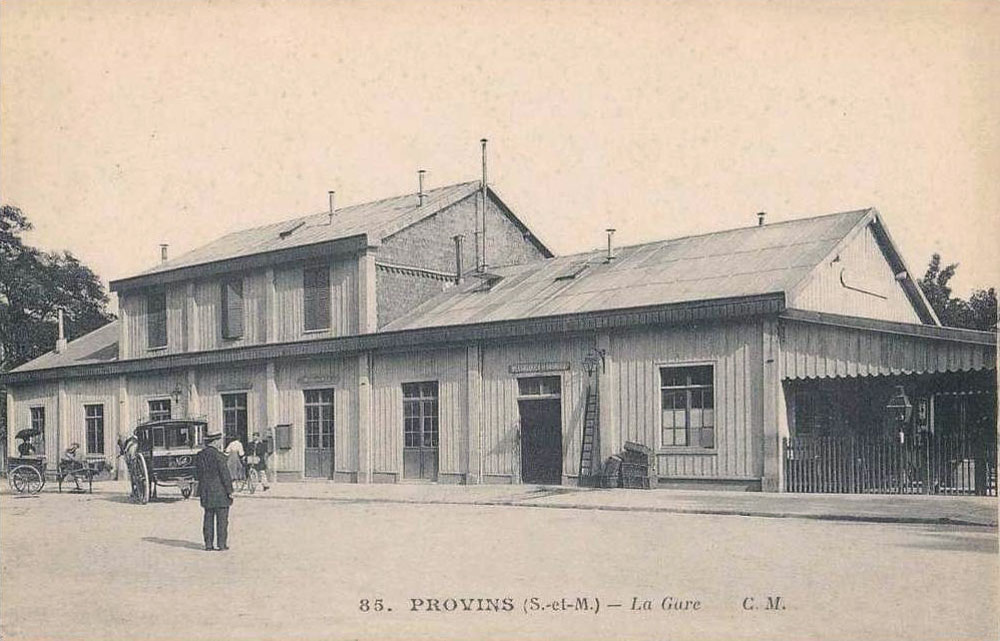
Façade de la gare de Provins vers 1900.

L'embranchement est enfin prolongé en 1902 en direction de Villiers-Saint-Georges et d'Esternay, dans le cadre des lignes classées en 1879 dans le réseau complémentaire ; Provins n'est alors plus la dernière gare desservie par la ligne. De la gare de Provins on peut alors avoir accès à la gare d'Esternay, nœud ferroviaire qui permet aux habitants de Provins d'avoir plus de choix en matière de destinations : vers Sézanne, Coulommiers et Gretz-Armainvilliers ou en utilisant la ligne de Mézy à Romilly-sur-Seine. En 1905, la gare est en travaux en liaison avec le remplacement des rails de Provins à Longueville.
En 1911, les locomotives sont plus importantes et plus nombreuses dans la gare de Longueville située à côté de Provins. Le dépôt de Flamboin étant saturé et sans espace disponible, la compagnie de l'Est décide un transfert progressif vers Longueville. Ce développement de la gare est profitable pour la desserte de Provins qui bénéficie de la desserte de la ligne Paris – Mulhouse pour avoir un accès plus simple aux trains de grandes lignes.
La même année, une fiche horaire apparaît avec des grilles horaires des lignes Provins – Longueville, Provins – Esternay, Provins – Montereau – Melun et Provins – Paris. Sur cette fiche, il n'est pas fait mention du trajet Provins – Troyes (trajet présent sur la feuille de Provins de 1887) qui utilisait les lignes Longueville – Esternay et Paris – Mulhouse bien que les deux lignes sont toujours utilisables pour relier ces deux villes. En 1913, la publicité atteint la gare de Provins avec une affiche pour un magasin d'imprimerie.

#### 1914-1945: la gare durant les deux guerres

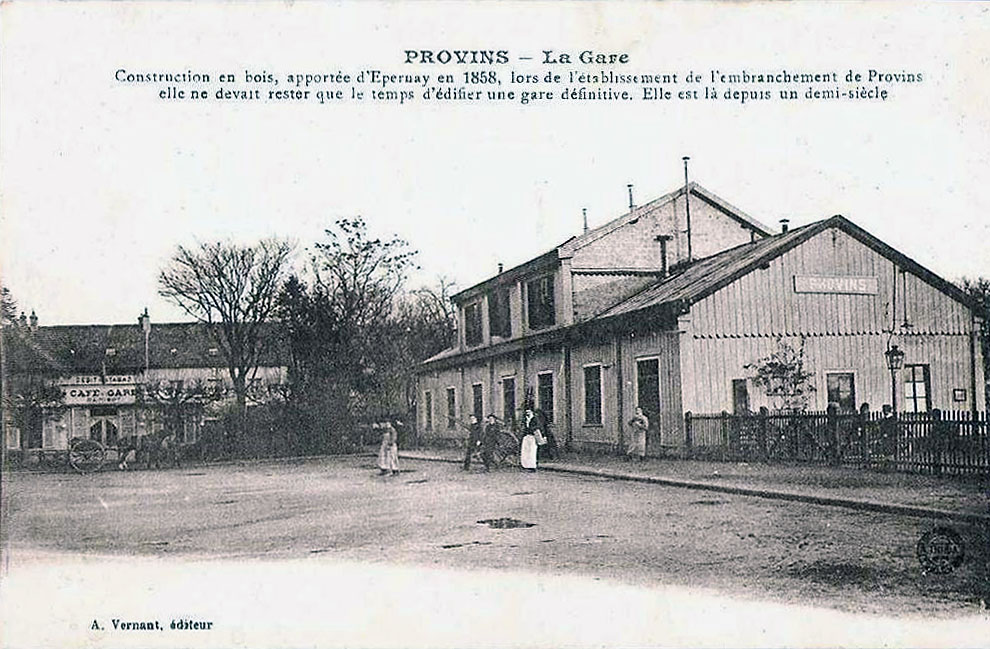
La gare de Provins (carte postale de 1918).

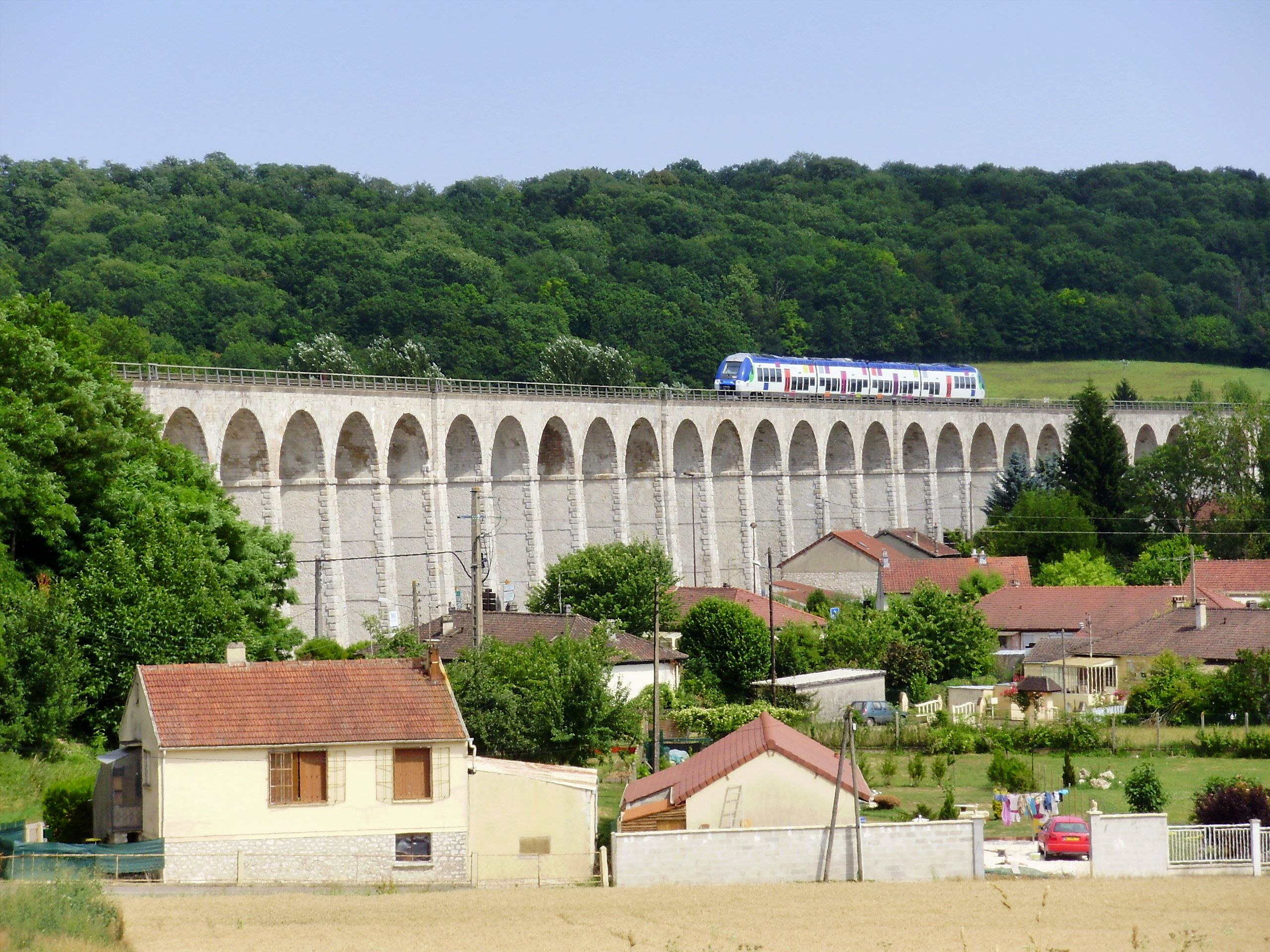
Le viaduc de Besnard à Longueville.

La gare de Provins ne fut pas gravement touchée durant la guerre de 1914-1918, la ville n'ayant eu un rôle qu'au début de celle-ci.
Une carte postale datant de 1918 montre l'ancienne gare de Provins, un terrain vague où se trouve actuellement la gare routière et des barrières séparant le terrain vague des quais. On aperçoit sur la carte postale un ancien café de la gare qui n'existe plus aujourd'hui. Une carte postale, vers 1920, montre que la gare possédait de nombreuses affiches publicitaires. L'omnibus pour Paris mettait 2 h 25 à l'époque.
Dans les années 1930, un train à vapeur composé d'une locomotive 141 TB et de voitures ex-DR était utilisé pour la desserte de Provins. Il est encore en service pour le train touristique en direction de Provins. En 1939, la fermeture au trafic de voyageurs de la ligne de Flamboin-Gouaix à Montereau va en même temps interrompre la liaison entre Provins et Melun qui ne peut plus exister car elle utilisait en grande partie ce tronçon.
Durant la Seconde Guerre mondiale, la gare n'eut pas la même chance. Même s'il n'y a pas eu d'affrontements directs violents, sa proximité avec la gare de Longueville, gare d'importance stratégique avec son dépôt de machines de la SNCF, rendit dangereux le mouvement de personnes par le train. À de nombreuses reprises, les trains et les rails à proximité de Longueville furent touchés par les bombes et prendre le train en gare de Provins était considéré comme risqué. En 1944, des bombes ont endommagé le viaduc de Besnard à Longueville : son couronnement est arraché sur neuf mètres au-dessus de la pile no 24 côté voie 2, et les bombes ont détruit la voûte 33-34 sur dix mètres côté voie 2 et sur huit mètres côté voie 1, ce qui a rendu très difficile la desserte de Provins. La restauration est réalisée de 1953 à 1955.

#### 1945-1978: déclin de la gare
Depuis le début du siècle, la multiplication de l'utilisation des transports routiers entraîna la fermeture de nombreuses lignes secondaires en Seine-et-Marne comme celles des tramways départementaux et la ligne de Flamboin-Gouaix à Montereau ou des tronçons peu fréquentés de lignes comme ceux de certaines sections de la ligne de Vincennes et de la ligne de Gretz-Armainvilliers à Sézanne. De plus, l'arrivée de bus de plus en plus performants donna le coup de grâce à ces petites lignes. En effet, la nouveauté, l'impression de vitesse, le confort, la proximité des arrêts contrairement aux gares qui se situaient souvent très loin des centres-villes, firent qu'une grande partie des voyageurs abandonnèrent le train pour les bus.
Ces fermetures touchèrent aussi la ligne de Longueville à Esternay où se situe Provins. Le 15 septembre 1952, avec la fermeture aux voyageurs du tronçon Provins – Esternay, la gare redevient l'actuel terminus. Le 3 novembre 1969, le tronçon Villiers-Saint-Georges – Esternay est déferré, laissant très peu de chance à la réalisation d'un projet de réouverture de Provins à Esternay. Sur la ligne Paris – Mulhouse entre Paris et Longueville, les gares de Villepatour-Presles, Ozouer-le-Voulgis, Grandpuits, Rampillon et Maison-Rouge sont fermées. La gare de Provins fut cependant une des rares gares de ce département et des régions à proximité à rester en fonctionnement malgré sa localisation sur une petite ligne secondaire. À partir de cette période, la gare est mise en sommeil. La desserte de Provins ne connut alors aucune amélioration et, jusqu'en 1971, sera assurée par les locomotives à vapeur 141 TB. Ce fut la dernière ligne où elles circulèrent. En 1972, la gare manqua même de fermer pour passer à un transfert sur route de la desserte.

### La seconde gare

#### 1978-1980: changement de bâtiment voyageurs

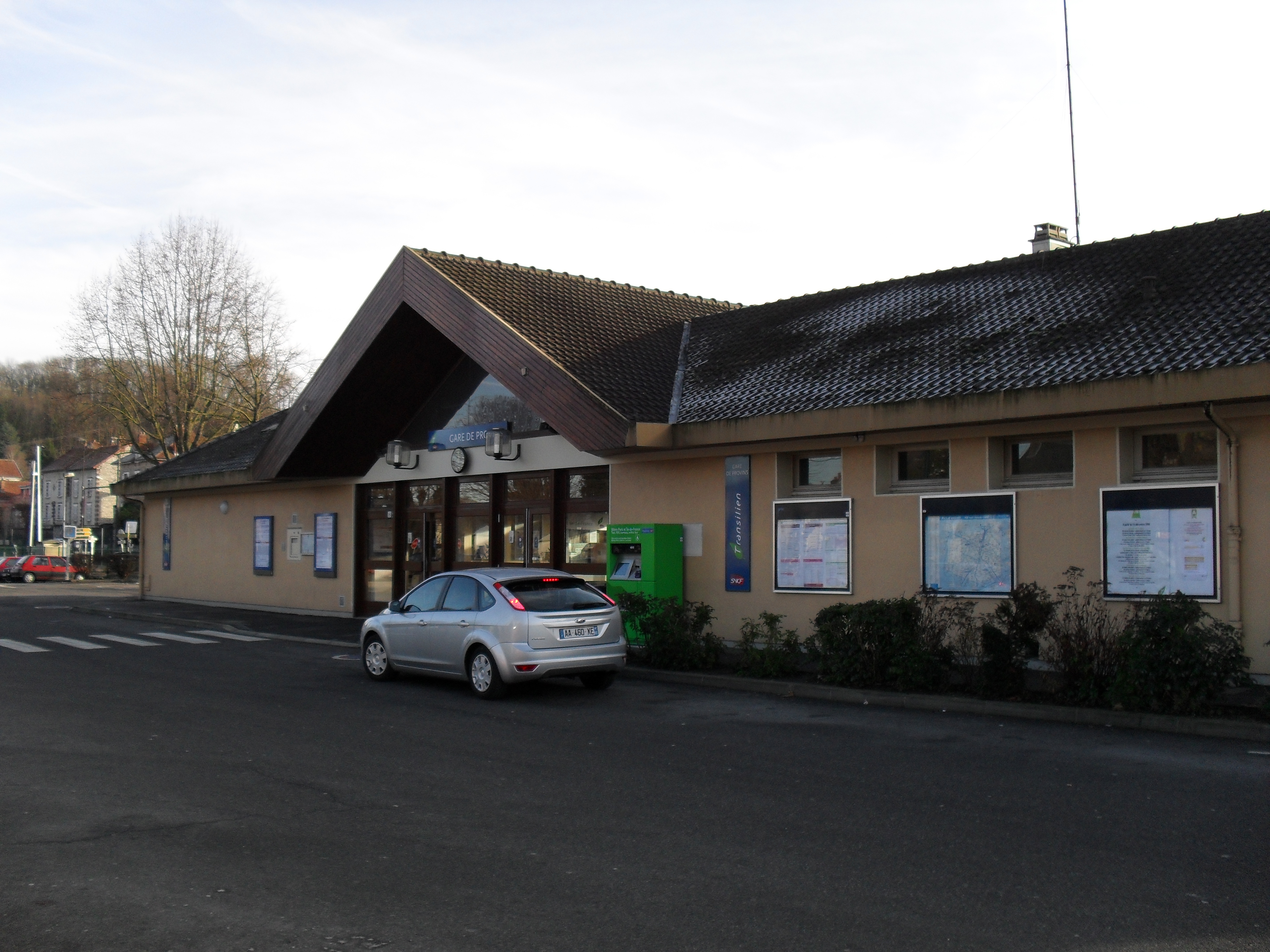
La nouvelle gare de Provins.

La première gare était inconfortable. Réalisée entièrement en bois, il n'était pas prévu, lors de sa création, qu'elle reste en place longtemps ; elle devait être une gare provisoire. C'est seulement cent-vingt ans plus tard, en 1978, que l'on décida de la remplacer. Le cinéaste américain Darryl Zanuck proposa de la démonter et de la reconstruire aux États-Unis, mais l'offre fut déclinée et le bâtiment fut entièrement détruit. Elle a fait place à un édifice plus moderne terminé en 1979. Ce dernier est plus petit que le précédent mais aussi plus pratique, plus fonctionnel et surtout plus solide. À l'occasion de ce changement, d'autres aménagements ont aussi été effectués, comme le remplacement du gravier par du bitume tout autour de la gare. Les quais ont aussi été rehaussés pour plus de sécurité.

#### 1980-1990: développement du tourisme ferroviaire
Cependant, parallèlement à cette mise en sommeil de la gare pour ce qui est du trafic de voyageurs, le trafic touristique va connaître un grand changement. En 1968, le musée du chemin de fer de Longueville est ouvert. En 1983, c'est au tour du « Club ferroviaire provinois » d'être créé par des passionnés de chemin de fer et de modélisme. À partir de ce moment-là, la gare de Provins va retrouver un intérêt pour la commune, celui du tourisme ferroviaire. De plus, le tourisme à Provins devient plus important avec la création, la même année, du festival médiéval de Provins. À partir de cette année, les événements culturels vont se multiplier pour cette gare.
Depuis le 5 juin 1983, l'AJECTA effectue des voyages touristiques entre Provins et Longueville avec les trains à vapeur. Ces trains touristiques existent encore au début des années 2010. Durant cette même année, l'AJECTA organisa aussi un train de Longueville à Villers-Saint-Georges avec une locomotive 140-C-231. Le 8 avril 1984, un train effectuera aussi le parcours de Paris à Provins. En 1984, lors de la fête de la semaine du train, le club d'amateurs de modélisme présente ses premières constructions sous la halle du Minage à la gare de Provins. En 1988, un partenariat qui comprend la SNCF, les CFTA et le club fête les cent-trente ans de la ligne Longueville – Esternay à Provins avec la venue d'un TGV Sud-Est et un festival de locomotives à vapeur.

#### 1990-2000: bref réveil de la gare

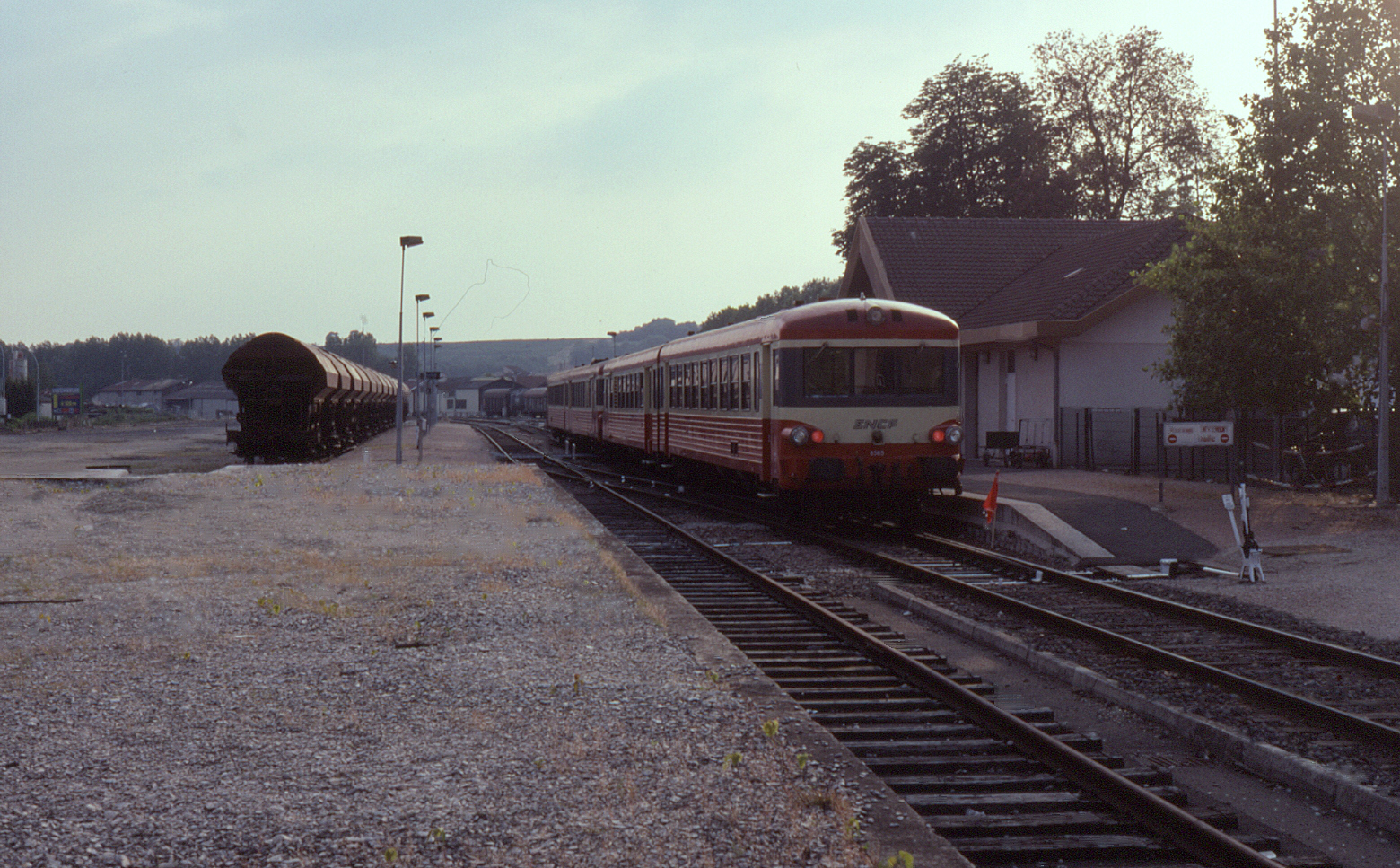
Unité multiple d'éléments X 4500 (EAD) stationnés en gare de Provins en 1991.

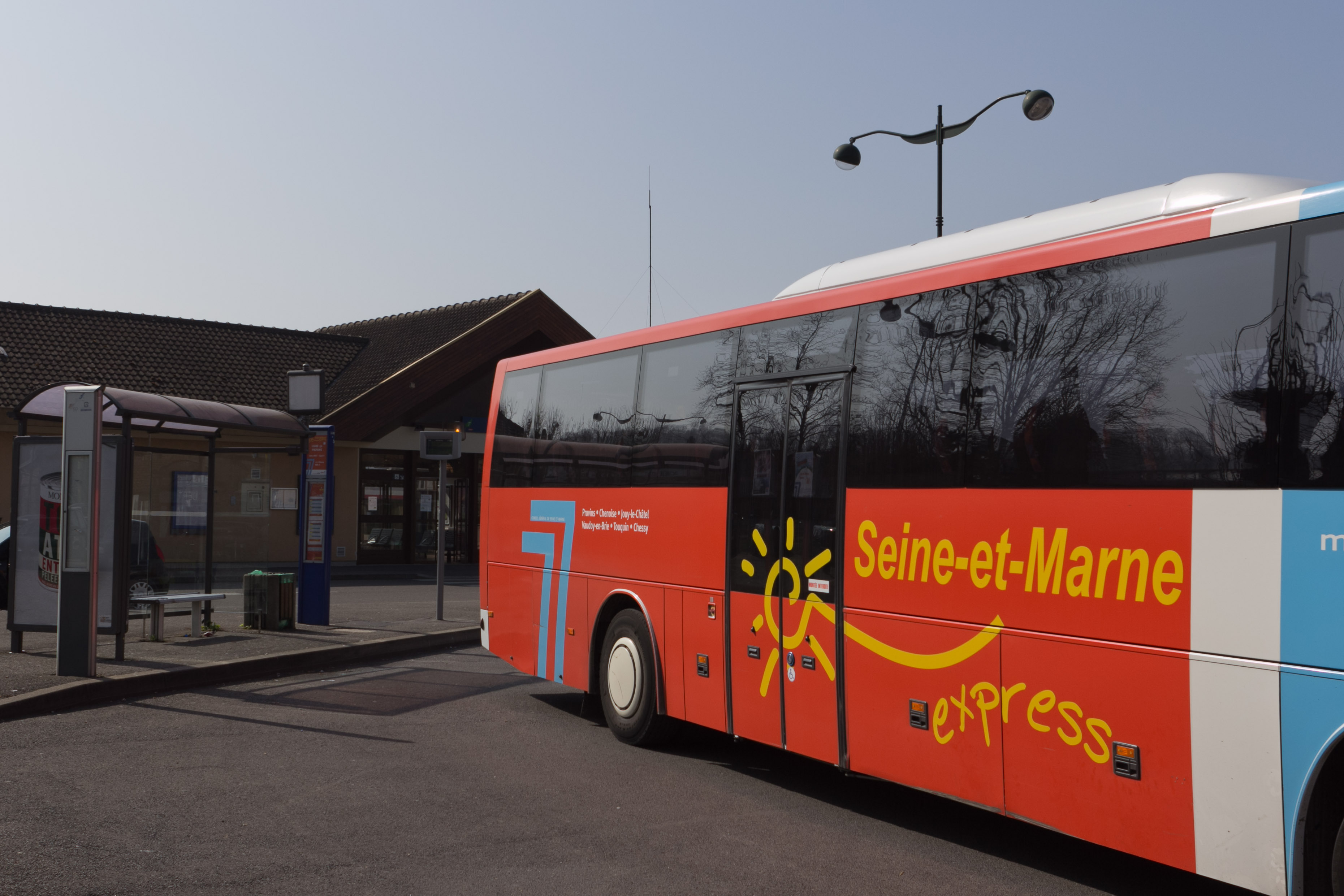
Autocar en stationnement à la gare routière.

En septembre 1990, la gare connut un petit intérêt car Provins était le centre géographique des manœuvres militaires qui se déroulèrent dans la partie est du département ainsi qu'au nord de l'Yonne. Les engins furent emmenés sur rails jusqu'à la gare de Provins. Le 30 septembre de la même année, la SNCF annonçait, pour l'entrée en vigueur du service d'hiver 1990-1991, la mise en place de plusieurs améliorations de la desserte de Provins : tout d'abord, la création, du lundi au vendredi, d'un train Paris (7 h 40) – Provins (8 h 59), puis le prolongement de la desserte de 5 h 16 à 6 h 33 en supprimant l'arrêt à Gretz-Armainvilliers pour diminuer le temps de trajet, l'augmentation du nombre de places assises avec le remplacement des rames. Enfin, il y eut la création d'un nouvel arrêt sur la ligne Longueville – Esternay, à la périphérie de Provins, nommé Champbenoist - Poigny, amélioration qui n'était plus survenue sur la ligne depuis 1902 et qui permettaient aux nouveaux quartiers comme celui de Champbenoist à Provins d'être desservis par une gare plus proche.
De plus, au début des années 1990, des éléments automoteurs doubles (EAD) X 4300 et X 4500 sont mis en place pour la desserte de la liaison Provins – Paris. En 1998, l'augmentation constante de l'utilisation de la ligne entraîne plusieurs améliorations en gare de Provins comme la construction d'un parking de 4 000 m2 ainsi qu'une gare routière. En 1999, le label Transilien est créé et intègre, en 2001, la gare de Provins à la ligne J puis, en 2004, à la ligne P en raison d'une nouvelle nomenclature.

#### 2000-2007: stagnation et colère des usagers
Entre 2000 et 2008, la desserte de Provins reste malcommode. Dès 2001, les voyageurs sont très mécontents des retards de la ligne ainsi que du « convoi » polluant. En 2002, le manque de matériel pour la liaison Provins – Longueville conduit la SNCF à utiliser un autorail qui assurait la liaison Coulommiers – La Ferté-Gaucher, ce qui entraînera la fin de la desserte ferroviaire au-delà de Coulommiers.
En 2003, une nouvelle rame rénovée est mise en place mais, en avril, un convoi dont l'heure de départ, à la gare de Paris-Est, était fixée à 20 h 12 est parti avec quarante-cinq minutes de retard ce qui a provoqué la colère des usagers. Ils créent alors une association, baptisée avec humour « RaslebolSncf », pour protester contre la dégradation des conditions de transports. En 2004, les usagers posent un ultimatum : « Si nous n'obtenons pas de train de remplacement en cas de panne, nous tirerons systématiquement le signal d'alarme d'un Corail grandes lignes ! ». L'électrification prévue entre 2006 et 2007, ne fut pas réalisée et fut abandonnée en 2004.

#### À partir de 2007: modernisation

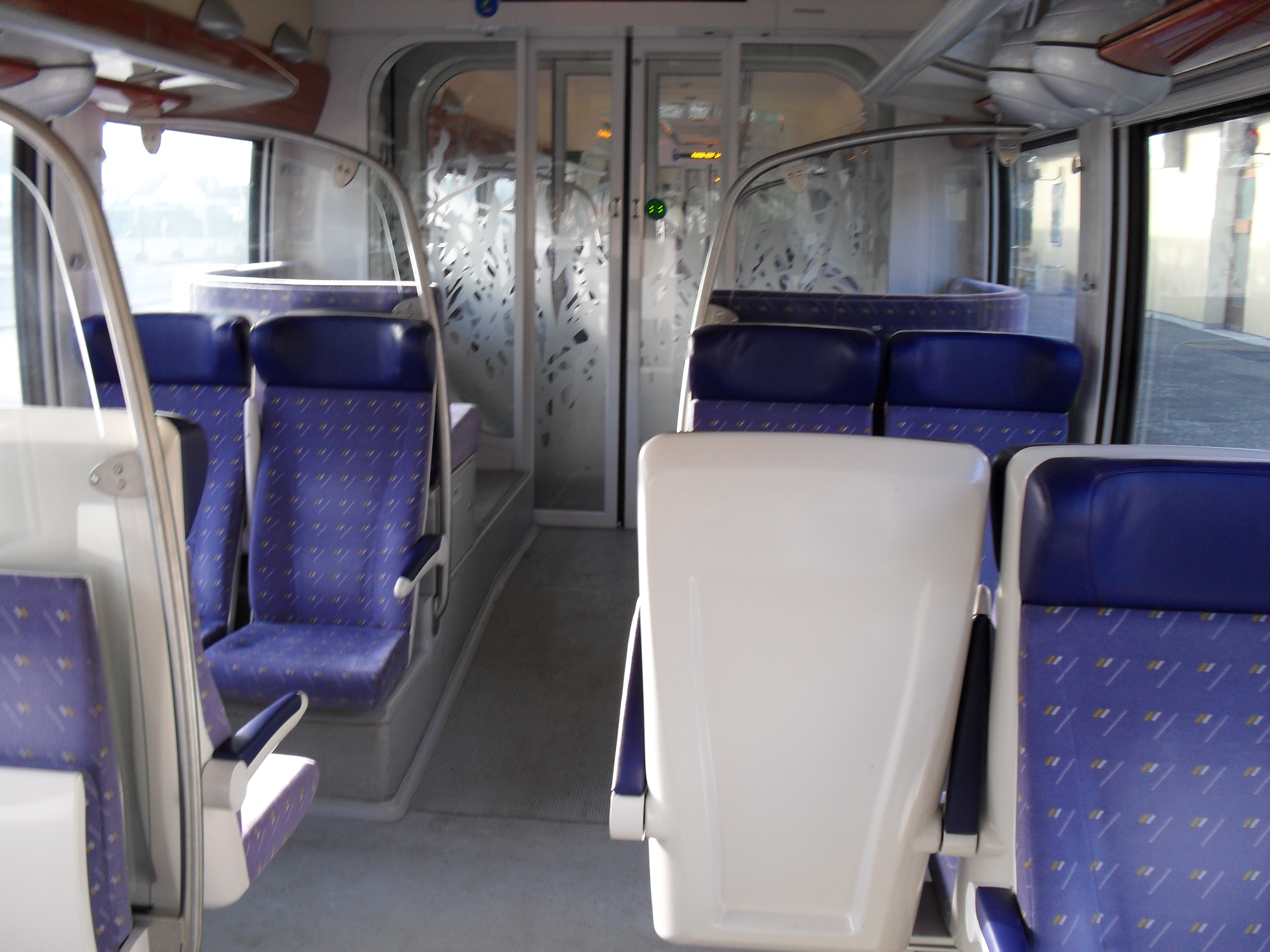
Intérieur des rames Bibi.

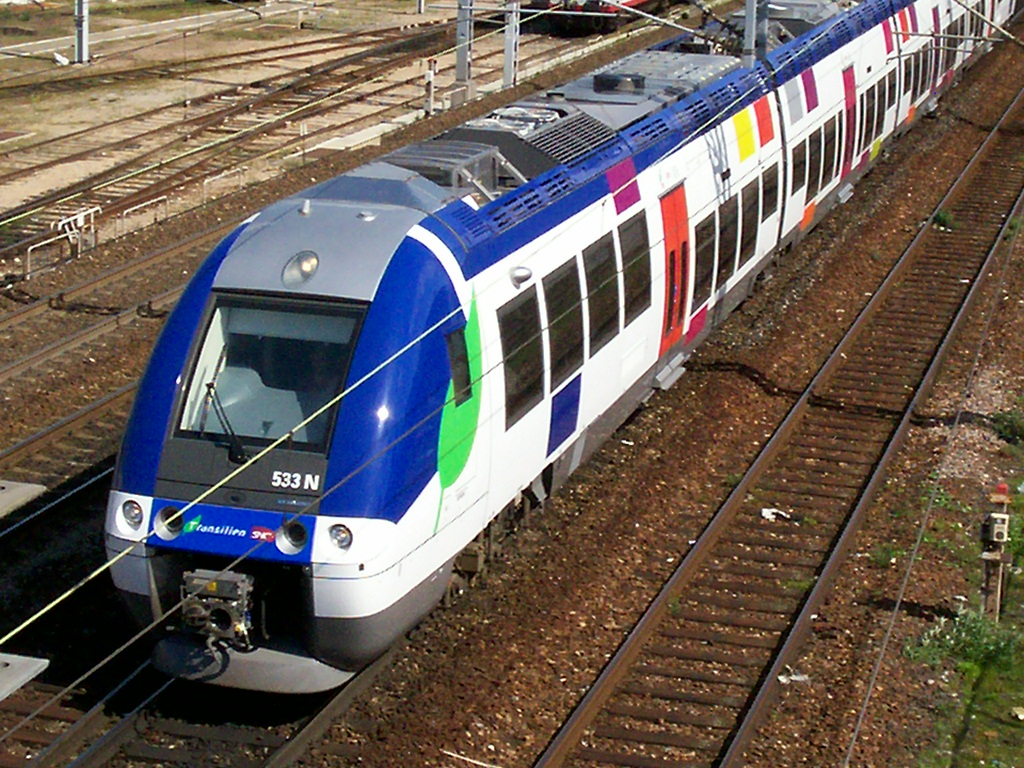
Extérieur des rames Bibi.

Dès 2007, la gare de Provins connaît quelques améliorations importantes, ce qui marque un changement avec les années précédentes. Ceci commence le 1er juillet 2007, par la suppression par le STIF des deux zones extérieures, ce qui a pour conséquence de faire passer la gare de Provins de la zone 8 à la zone 6. En effet, Provins étant à 80 km de la capitale, elle faisait partie de la zone 8 des transports en commun d'Île-de-France, ce qui revenait à faire payer 142 euros par mois aux voyageurs utilisant les forfaits « carte Orange ».
La multiplication des plaintes des voyageurs de Provins incite la SNCF à effectuer de nombreuses modifications. Longtemps assurée par des éléments automoteurs doubles (EAD), la desserte de la gare a été reprise en 2004 par des RIB/RIO tractées par des BB 67400. Depuis le 2 février 2008, ces rames vieillissantes sont progressivement remplacées par des automoteurs bi-mode B 82500, dits « Bibi ». Ce changement de rames amorça la fin de la mise en sommeil de la gare commencée après la Seconde Guerre mondiale. Le 23 mars 2008, la desserte de Provins est augmentée en semaine mais surtout le week-end, période où la fréquence des dessertes laissait à désirer malgré le tourisme important que connaît alors la ville.
Depuis le 13 décembre 2009, la relation Paris – Provins est, cadencée, toute l'année, à la demi-heure aux heures de pointe et à l'heure aux heures creuses et le week-end, permettant la circulation de trente-trois trains supplémentaires par semaine dans la gare. Tous les trains partent et aboutissent à Paris-Est et sont rendus directs depuis ou jusqu'à Verneuil-l'Étang, à la suite du prolongement des navettes Gretz-Armainvilliers – Provins et à la suppression de la desserte de la gare de Gretz-Armainvilliers. Pour les Provinois, le gain de temps est d'environ dix minutes.
Le 1er juillet 2011, la gare est reclassée en zone 5 à la suite de la suppression de la zone 6.

## Voies et matériels roulants

### Voies et quais
La gare possède un premier quai (quai no 1) pour les rames se dirigeant vers Longueville ou Villiers-Saint-Georges. Le quai no 2, quant à lui, n'est utilisé que pour la direction de Longueville. Il existe deux autres quais pour garer d'éventuelles autres rames.

### Matériels roulants utilisés
Le matériel roulant reçu en gare de Provins est constitué des éléments suivants :
- avant les années 1950 : 141 TB + voitures ex-DR ;
- années 1960 : autorails Billard et BB 63000 + trois remorques unifiées ;
- années 1980 : BB 66400 + voitures de banlieue Est[68] ;
- années 1990 : X 4300 et X 4500 ;
- de 2000 à 2008 : BB 66400 et BB 67400 + RIB[66] ;
- depuis 2008 : B 82500[68] ;
- depuis le 3 octobre 2022 : Z 50000[69].

## Services voyageurs

### Accueil

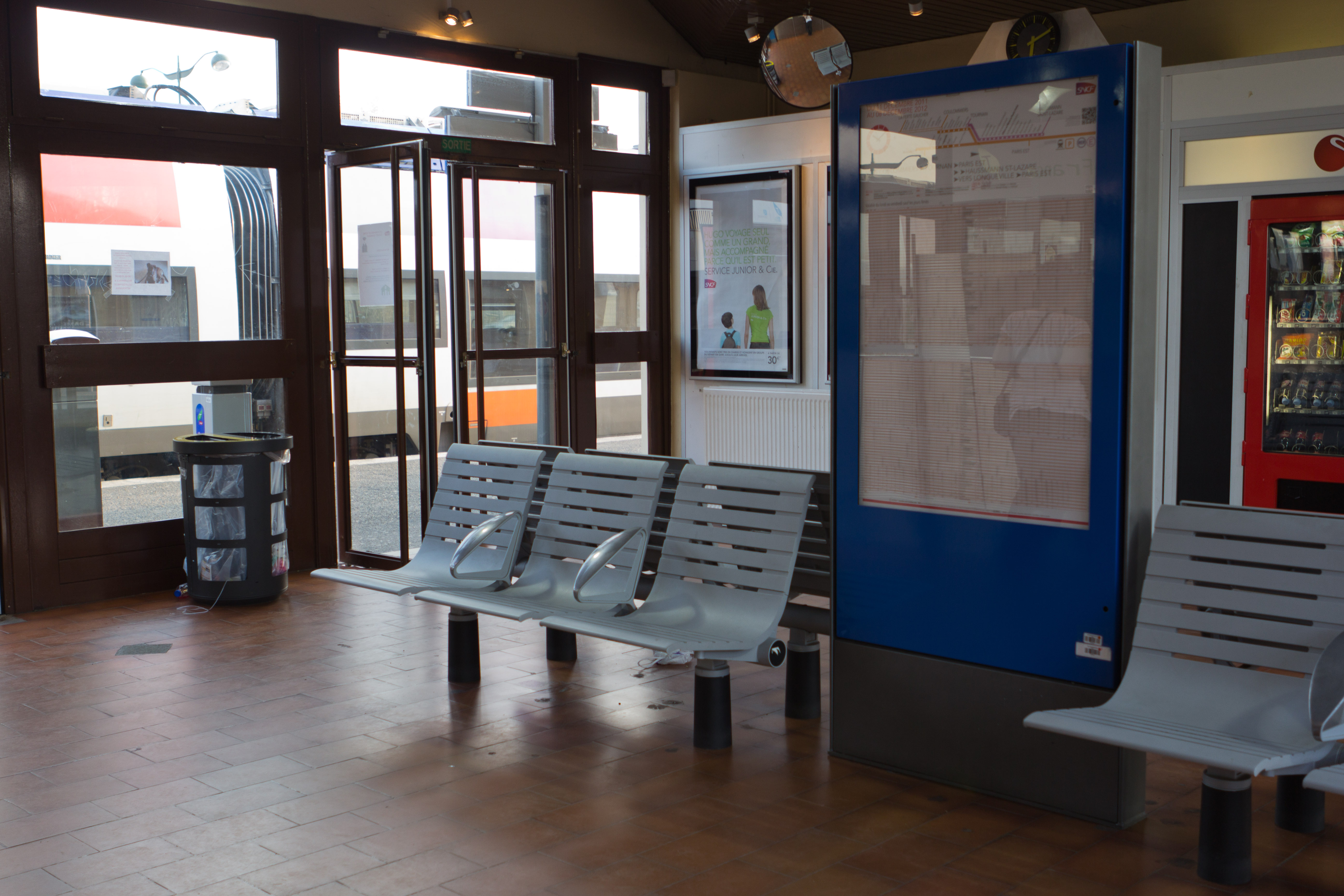
Intérieur du bâtiment voyageurs.

Gare SNCF, elle dispose d'un bâtiment voyageurs avec un guichet, doté de boucles magnétiques pour personnes malentendantes, ouvert tous les jours de 4 h 45 à 22 h.
Des distributeurs automatiques de billets Transilien sont disponibles devant le bâtiment qui est équipé de trois bornes de validation des cartes et tickets. À l'intérieur de la gare, pour que les utilisateurs de la ligne patientent, des bancs sont à leur disposition, avec de nombreuses brochures, ainsi qu'un distributeur automatique de boissons et de nourritures. Le premier quai est équipé d'un abri voyageurs semi-fermé. Des écrans d'information équipent également la gare.
La gare dispose de deux parkings (respectivement de 155 et 35 places) ainsi qu'un abri pour vélos.
La gare de Provins propose tous les jeudis, entre 17 h et 20 h, des « paniers fraîcheur » composés de fruits et légumes, présentés dans des stands, grâce à l'association de la SNCF (Transilien) et des Chambres d'agriculture d’Île-de-France et de Seine-et-Marne.

### Dessertes d'autrefois
La desserte de la gare de Provins était autrefois plus importante. Tout en étant sur la ligne Longueville – Esternay, elle profitait des lignes à proximité : Gouaix – Montereau, Paris-Est – Mulhouse-Ville et un peu plus loin, Paris – Marseille.
La première desserte était Provins – Paris qui en 1887 desservait Provins, Sainte-Colombe, Longueville, Maison-Rouge, Nangis, Mormant, Gretz, Noisy-le-Sec et Paris. En 1911, les arrêts de Rampillon, Grandpuits, Verneuil-l'Étang, Ozouer-le-Voulgis, Villepatour, Ozoir-la-Ferrière, Émerainville, Villiers-sur-Marne, Nogent-le-Perreux, Rosny-sous-Bois et l'Est-Ceinture sont ajoutés. Le trajet durait environ deux heures et demie.
La seconde desserte était Provins – Troyes qui desservait Provins, Longueville, Flamboin, Hermé, Nogent-sur-Seine, Marnay-sur-Seine, Pont-sur-Seine, Crancey, Romilly-sur-Seine, Maizières-la-Grande-Paroisse, Châtres, Mesgrigny - Méry, Vallant-Saint-Georges, Saint-Mesmin, Savières, Payns, Saint-Lyé, Barberey-Saint-Sulpice et Troyes. La desserte apparaît sur la feuille de Provins en 1887 mais n'apparaît pas sur la fiche-horaire de 1911. Le trajet durait trois heures.
La troisième desserte était Provins – Montereau (qui par la suite deviendra Provins – Melun) qui desservait Provins, Longueville, Chalmaison, Flamboin, Les Ormes, Vimpelles, Châtenay, Noslong et Montereau en 1887. En 1911, elle fut prolongée de trois arrêts : Moret, Fontainebleau et Melun. Le trajet durait environ deux heures puis trois heures.
La quatrième desserte était Provins – Longueville qui desservait Provins, Sainte-Colombe et Longueville en 1911. Le trajet durait dix minutes.
La cinquième desserte était Provins – Esternay qui desservait Provins, Léchelle, Beauchery-Saint-Martin, Villiers-Saint-Georges, Montceaux-Saint-Bon, Courgivaux et Esternay à partir de 1902. Il s'agit de la seule ligne à ne pas partir en direction de Longueville. Le trajet durait une heure.

### Dessertes actuelles

La gare de Provins (en rouge) sur la zone de desserte de Paris-Est.

La gare est le terminus sud-est de la ligne P du Transilien (réseau Paris-Est) assurant la relation Paris-Est – Provins. Les trains de cette ligne desservent, entre autres, les communes de Poigny, Sainte-Colombe, Longueville, Nangis, Mormant, Verneuil-l'Étang et Paris. En semaine, les trains arrivent dans la gare de 7 h 8 à 0 h 9 et les trains en partent de 5 h 15 à 21 h 45. Le samedi, le dimanche et les jours fériés, les trains arrivent dans la gare de 7 h 43 à 0 h 9 et les trains en partent de 5 h 45 à 21 h 45. La fréquence des circulations est d'un train toutes les 30 minutes durant les heures de pointe, sinon d'un train toutes les heures. Il faut entre 1 h 15 min et 1 h 24 min pour aller de Provins à Paris, ce qui est un des trajets les plus importants d'Île-de-France.
La gare de Provins dispose aussi d'une ligne Transilien P par car complétant les dessertes ferroviaires. Cette ligne reprend le tracé Provins – Longueville. Cette ligne d'autocar fut mise en place après la réunion du Comité de ligne Paris-Est – Coulommiers / Provins du 17 mars 2009. Elle remplace les navettes ferroviaires qui assuraient un service principalement scolaire. Elle relie la gare de Provins à la gare de Longueville en passant par la zone industrielle de Poigny et le centre-ville de Sainte-Colombe. Une fois à Longueville, les voyageurs peuvent emprunter à certaines heures un train de grandes lignes pour se rendre à Paris-Est, sans arrêt dans les gares intermédiaires, le trajet demandant environ cinquante minutes.

### Fréquentation

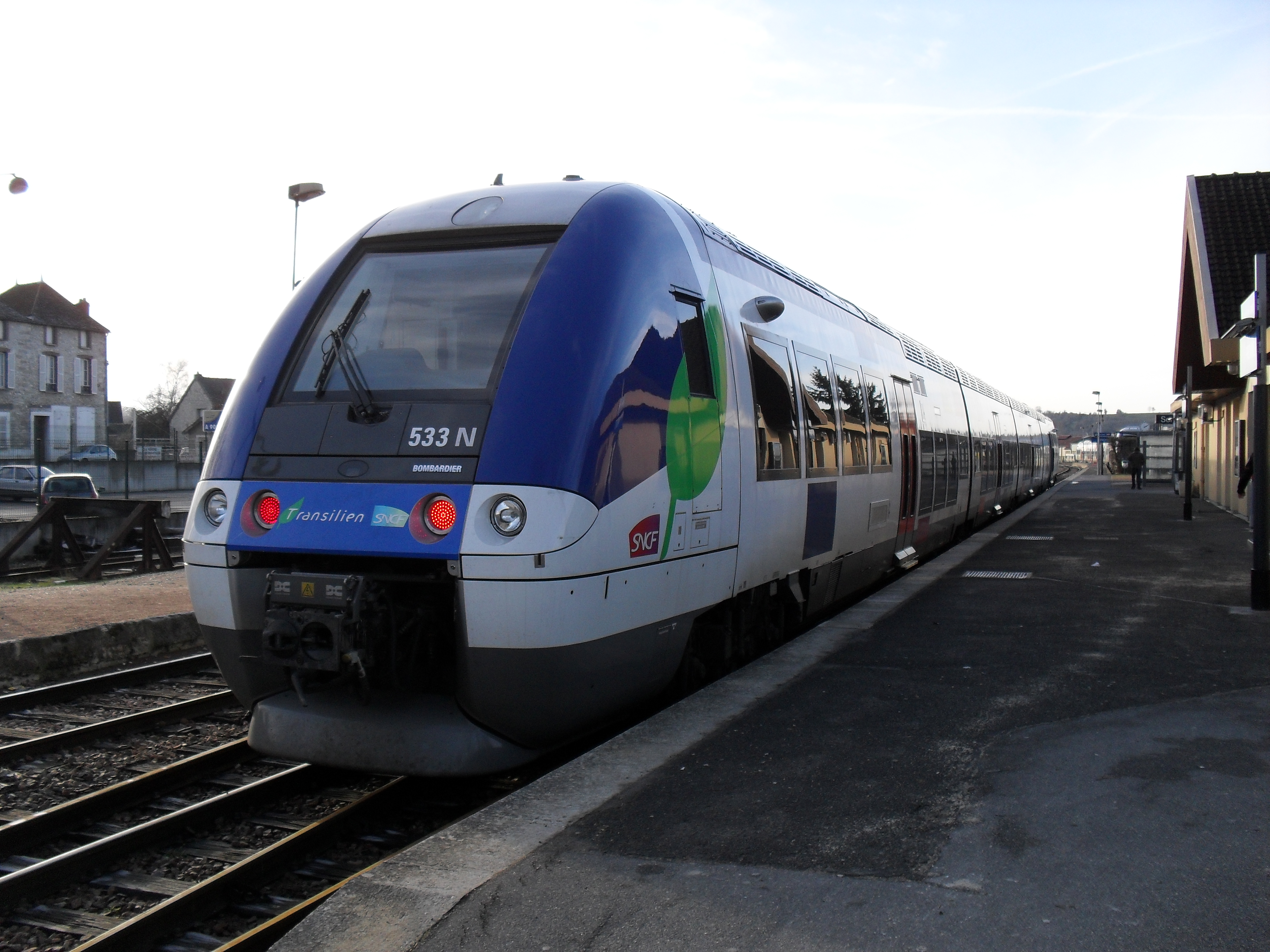
Une rame Bibi à quai.

Les nombreux problèmes sur la ligne Paris – Provins ont souvent paralysé le trafic, n'incitant pas les voyageurs à utiliser la gare.
En 2001, elle accueillait 500 voyageurs par jour. Avec l'arrivée des rames Bibi, la desserte de Provins a doublé. En 2008, le nombre journalier de voyageurs entrants utilisant la gare de Provins était de 698 contre 608 en 2004, ce qui révèle une importante augmentation. En revanche en 2011, ce nombre diminue puisqu'ils ne sont plus que 610 voyageurs à monter dans un train dans cette gare.
En 2011, Provins devient la troisième gare la plus utilisée de la ligne, la première étant la gare de Longueville avec 1 580 voyageurs et la seconde celle de Nangis avec 1 040 voyageurs ; elle se situe juste devant la gare de Verneuil-l'Étang avec 590 voyageurs.
Cette plus faible fréquentation par rapport aux autres gares de la ligne peut en partie s'expliquer par la seconde gare provinoise, la gare de Champbenoist - Poigny qui se trouve juste à côté des HLM de Champbenoist à Provins alors que les zones résidentielles de Poigny se trouvent beaucoup plus loin et est aussi utilisée par 220 voyageurs par jour. De plus, Provins dispose d'un réseau de bus plus dense dont la fréquentation est de plus en plus importante (en particulier ceux du réseau de bus Seine-et-Marne Express). La gare de Nangis, quant à elle, est beaucoup plus proche de Paris que celle de Provins (45 minutes seulement contre 1 h 24 min pour Provins). Enfin, la gare de Longueville dispose d'une correspondance régulière avec des TER, contrairement à la gare provinoise qui ne possède qu'une desserte régulière du Transilien P.
En 2017, la SNCF estime la fréquentation annuelle de cette gare à 644 123 voyageurs, contre 643 666 en 2016.

### Correspondances

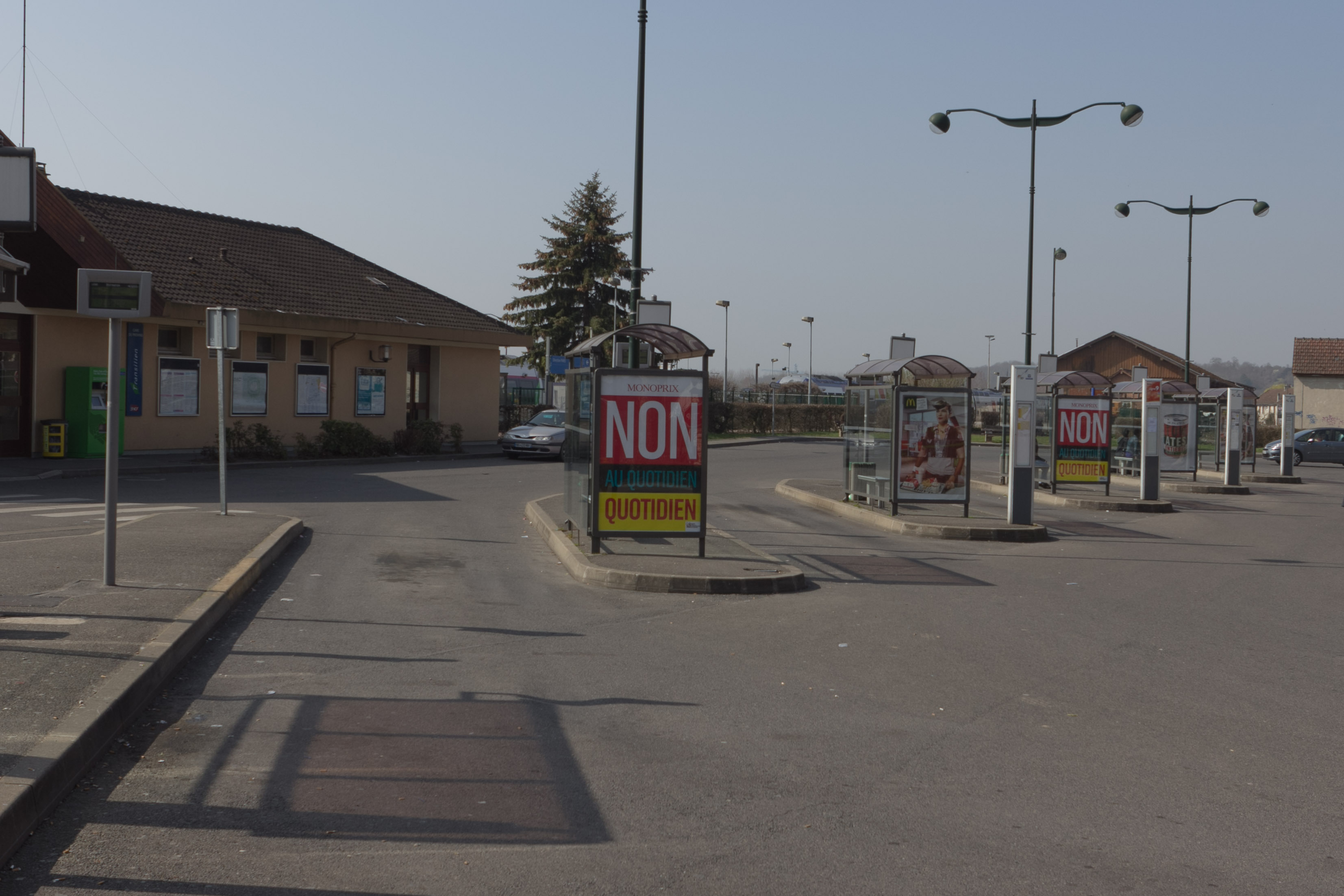
La gare routière de Provins.

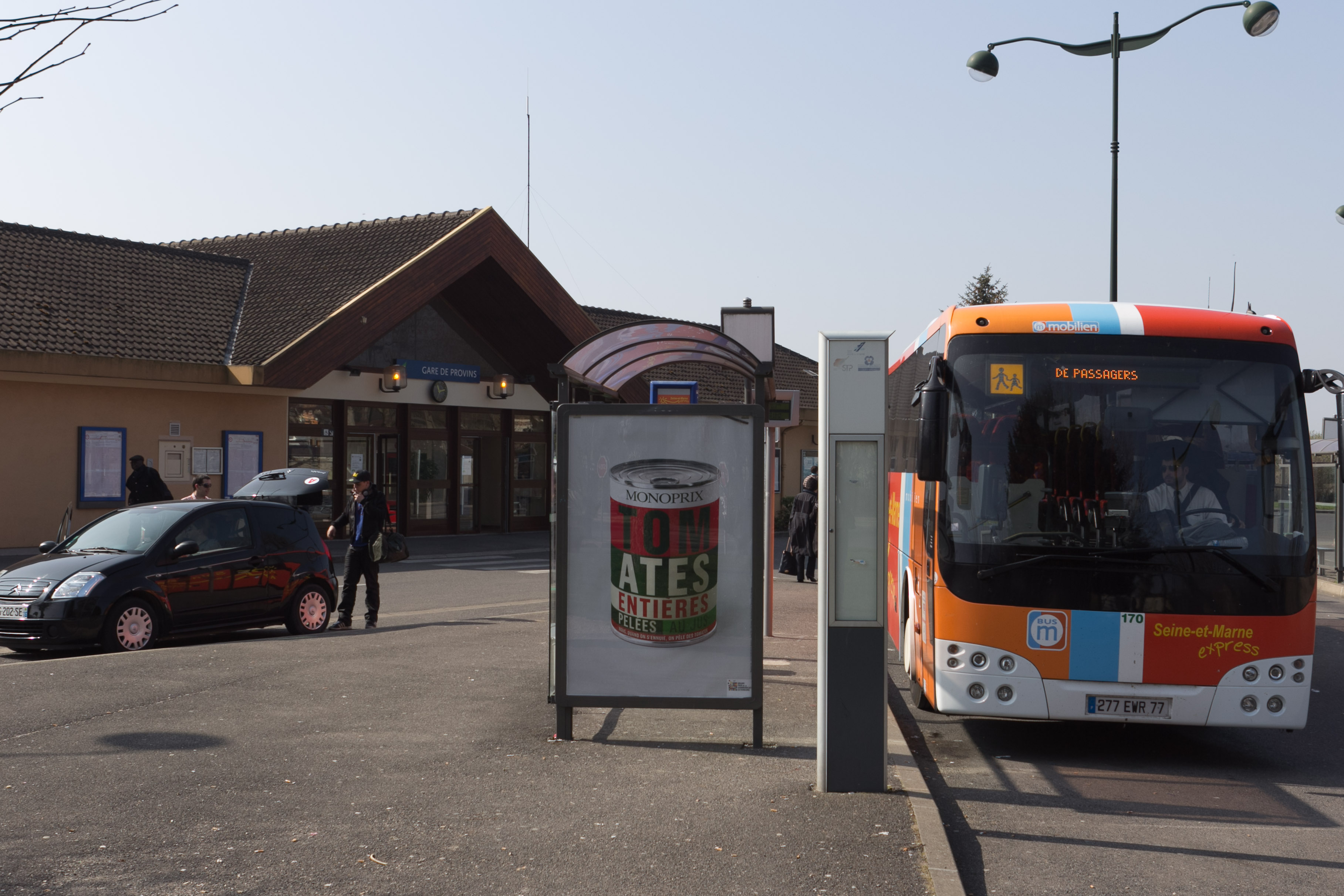
Bus Seine-et-Marne Express en gare de Provins.

Un parc à vélos et un parking pour véhicules sont aménagés, avec des places réservées pour les personnes à mobilité réduite.
La gare est en correspondance avec diverses lignes de bus : les lignes 3201, 3207, 3208, 3209, 3210, 3211, 3212, 3219, 3251, 3259, 3262, 7704, 7705, 7707 et Soirée Provins du réseau de bus Provinois - Brie et Seine et la ligne 10 du réseau de bus Brie et 2 Morin.
Enfin, il existe les services de transport à la demande « TàD Balade en Provinois », « TàD Bassée », « TàD Gare de Provins » et « TàD Montois ».

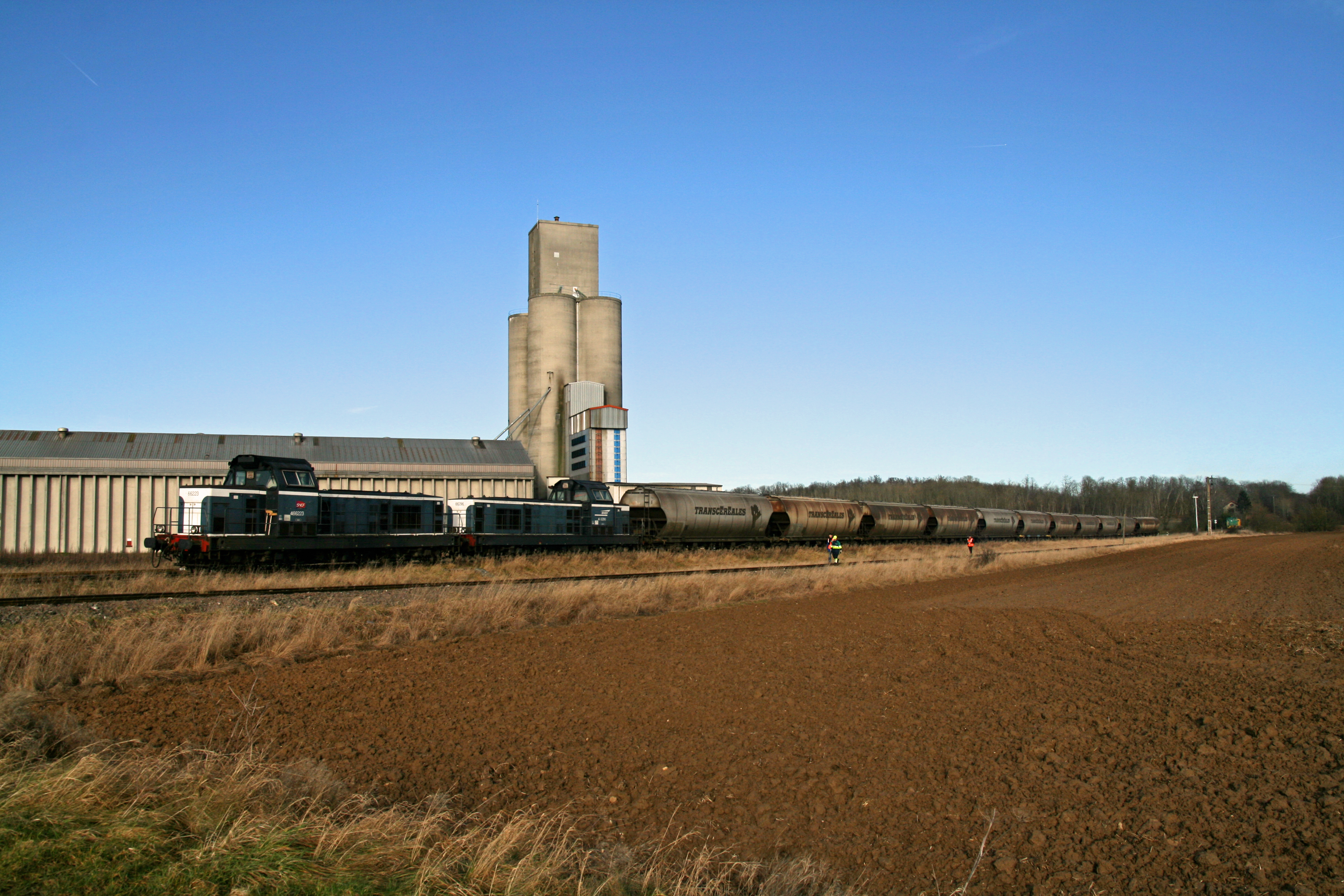
Une rame céréalière de Provins près de Beauchery-Saint-Martin.

## Service des marchandises
Cette gare, dont le code est 116160, est ouverte au service de fret en liaison avec la plate-forme de la gare de triage du Bourget et dépend du centre régional de douane de Melun. Le service est limité aux transports massifs par train en gare. En 2002, il y eut 1,5 aller-retour par jour pour la trajet Longueville – Provins – Villiers-Saint-Georges. Une rame SNCF tractée par une locomotive BB 66000 est utilisée pour ce trajet.
La gare de Provins a toujours été une gare de fret très importante. En 1862, elle avait transporté 10 649 t de marchandises en petite vitesse. La CFTA s'occupe de la gestion du fret de la gare de Provins. Elle est prestataire de services pour la SNCF sur la section de ligne Provins – Villiers-Saint-Georges.

## Urbanisme

### Situation géographique

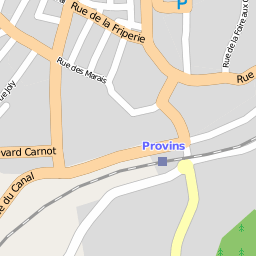
La gare est indiquée par le carré ; le centre-ville se trouve autour de la rue de la Friperie et des rues avoisinantes.

La gare se situe au sud de Provins. L'avenue Jean-Jaurès, la rue des Bordes et la route de Champbenoist passent par la gare. La Voulzie coule juste au nord de la gare. À pied, la distance entre l'hôtel de ville et la gare est de 700 mètres.

### Impact sur la ville
Avant sa construction et jusqu'aux années 1850, les environs de la gare sont encore relativement peu bâtis. C'est à partir de la réalisation du bâtiment et en raison de l'augmentation importante de la population que le quartier s'urbanise rapidement. Une disparité dans les constructions est alors observable, la gare séparant en quelque sorte la ville en deux parties bien distinctes.
Au nord de la gare, le centre-ville et la « ville historique » restent anciens et font partie intégralement du tourisme de Provins. L'architecture reste d'époque médiévale. Au sud de la gare, les constructions sont plus modernes avec, à l'est et au sud est, des quartiers résidentiels modernes comme Les Charabeaux, Les Bellevues, Farion, Champbenoist, les 4 Jean ou Belle-Croix et, au sud-ouest et à l'ouest, des zones d'activités constituant la partie économique et commerciale de la ville.
La plupart des grandes zones industrielles et commerciales sont installées à proximité de la gare. Les plus proches sont celles dites « de la Gare » et « des Bordes » ; un peu plus loin sont implantées la zone commerciale de Champbenoist et le parc d'activités des deux rivières. Les lignes 3207 à 3209 du réseau de bus Provinois - Brie et Seine sont centrées sur la gare ce qui facilite son utilisation pour les voyageurs désirant circuler dans Provins.

## Trains et tourisme

### Tourisme SNCF

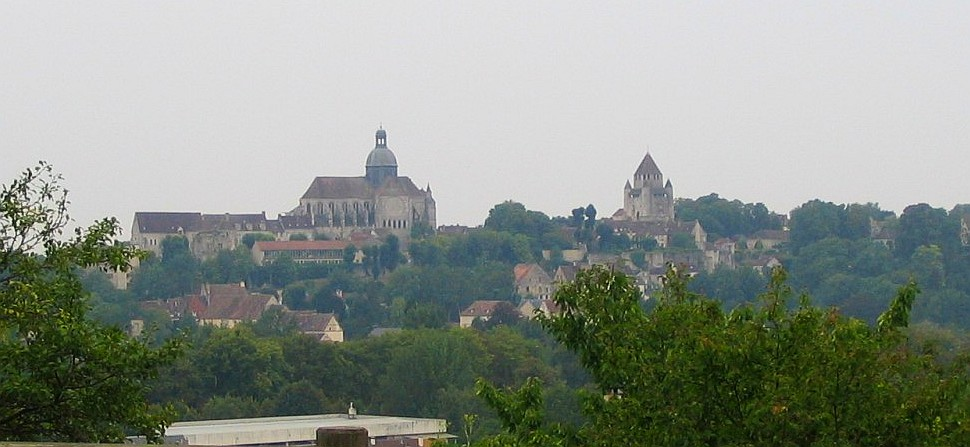
La ville haute « touristique » de Provins.

La ville de Provins est une destination touristique très importante. À compter du 9 décembre 2007, la ligne Paris - Provins a bénéficié, le dimanche, d'un renforcement important de sa desserte, ce qui a permis d'améliorer le tourisme à Provins.
Il y a eu 221 000 visiteurs en 2008, soit 9 % de plus qu'en 2007. En 2011, elle atteint près d'un million de visiteurs par an. Durant la période touristique d'avril à novembre, la gare de Provins est donc très utilisée et fait l'objet d'un article majeur du site de l'office du tourisme pour inciter les visiteurs à venir en empruntant les transports en commun.
La SNCF et la RATP délivrent le titre de transport « Paris Visite » ou « Mobilis » qui permettent de visiter la ville et de prendre le train pour aller de Paris à Provins.
On trouve en quittant la gare, située au sud de la Voulzie, plusieurs monuments comme l'église Saint-Ayoul ou l'église Sainte-Croix.

### Train touristique AJECTA

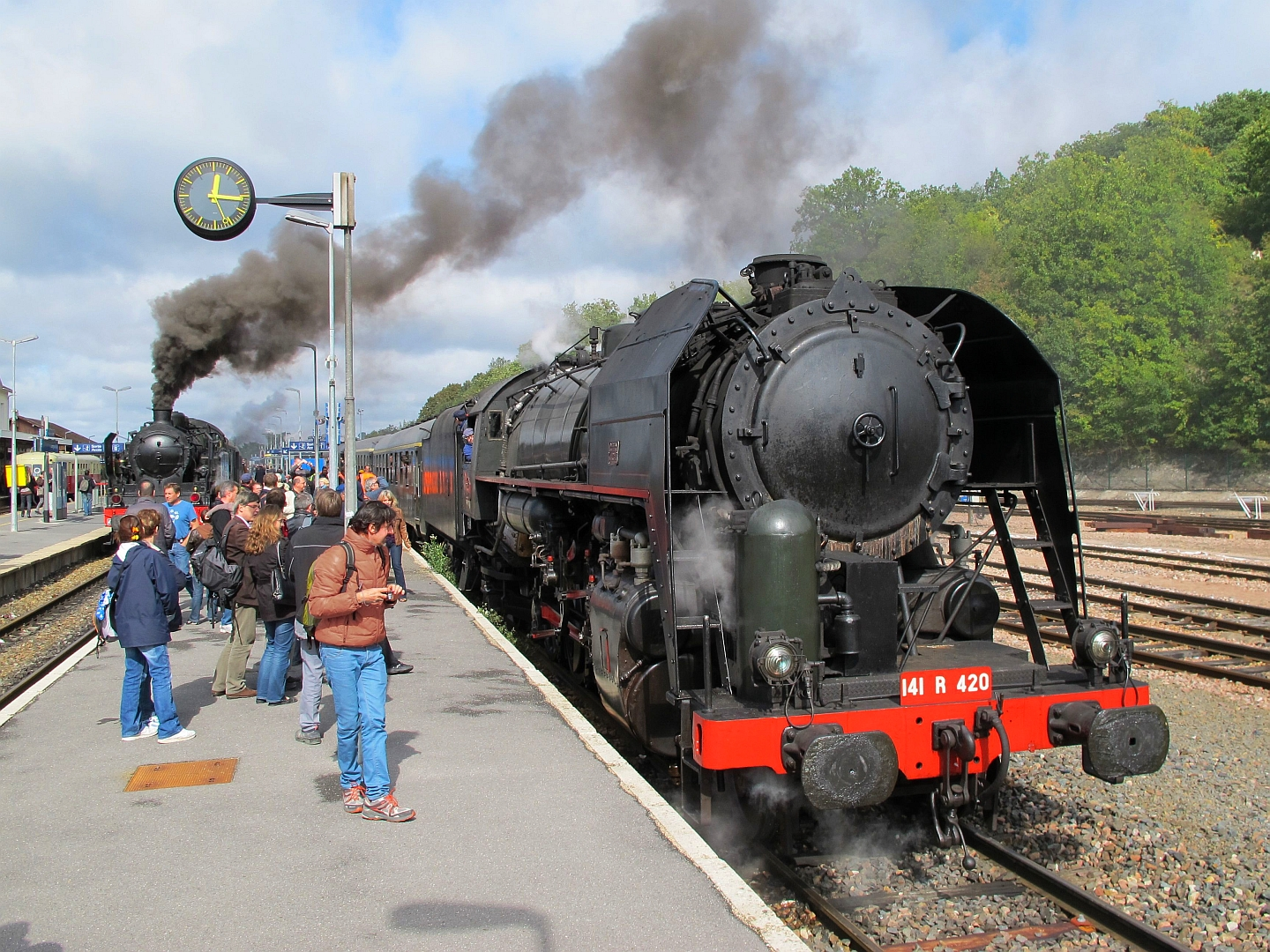
Train touristique de l'AJECTA en gare de Longueville.

La ligne de Longueville à Esternay ouverte au trafic voyageurs uniquement entre Longueville et Provins, est exploitée pour le fret au-delà de Provins jusqu'à Villiers-Saint-Georges et déposée au-delà. Cependant, il arrive que l'AJECTA organise des voyages en trains de Longueville à Villiers-Saint-Georges en passant par Provins, lors des Journées du patrimoine en septembre. Les rames alors utilisées sont d'anciens trains à vapeur. L'opération s'est également déroulée au mois d'août en 2002, 2003 et 2004, en avril 2005 et en avril 2007.
Plus régulièrement, lors de ces Journées du patrimoine, un navette touristique relie Longueville à Provins en dix minutes en effectuant trois aller-retours dans une journée. Le tarif de la navette est généralement de 10 € pour les plus de 11 ans, 5 € pour les 6–11 ans, et gratuit en dessous (dans la limite d'un enfant par place payante). Une locomotive 141 TB 407 est généralement utilisée. Ce voyage permet d'associer la visite du musée du chemin de fer de Longueville et le site historique et touristique de Provins.
Le 23 mars 2008, un train touristique de l'AJECTA a été organisé de Paris-Est à Provins, pour la chasse aux œufs dans la ville médiévale de Provins. Plusieurs autres opérations ont aussi fait l'objet de ce circuit comme les nombreux « rétromobile pièce jaunes », par exemple en janvier 2010 et en mars 2010. Le train touristique de l'AJECTA figurait dans la brochure de la mairie de Provins pour les Journées européennes du patrimoine des 18 et 19 septembre 2010.

## Projets
La gare de Provins est au centre des nombreux projets liés au problème des déplacements. En effet, l'augmentation constante des voyageurs a entraîné la saturation des parkings de la gare. Ensuite, le développement du tourisme de la ville de Provins et du tourisme ferroviaire de Longueville incitent les localités à augmenter l'attrait de la ligne Longueville – Esternay. La mairie de Provins veut aussi rompre l'isolement de la commune. Enfin, l'ouverture d'une ligne à proximité permet d'étudier de nouvelles possibilités de transports.

### Création de nouvelles lignes

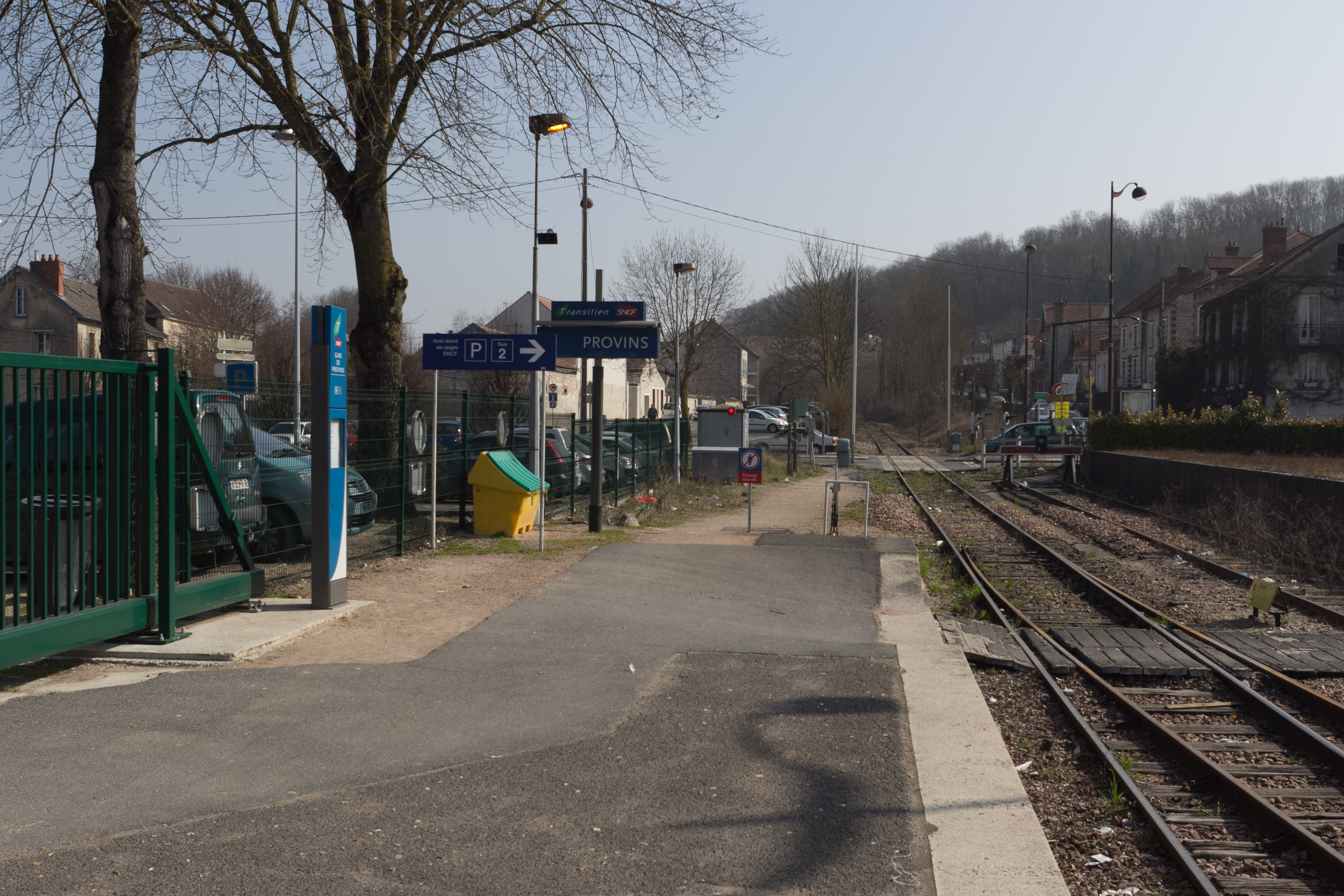
Voie de gauche allant jusqu'à la gare de Villiers-Saint-Georges depuis la gare de Provins.

Provins – Villiers-Saint-Georges : en décembre 2009, le site Web « provins.evous.fr » fait état d'une information sur un projet de réouverture « annoncée » de la section de ligne Provins – Villiers-Saint-Georges. En effet, la mise en service des dernières rénovations ont eu un effet sur la fréquentation des trains, ce qui a engendré la saturation des parcs de stationnement à Provins. Le président de la SNCF a confirmé lors d'une réunion avec les élus locaux, vendredi 11 décembre 2009, la réouverture aux transports de voyageurs de la section Provins – Villiers-Saint-Georges. Une étude de faisabilité devrait être effectuée prochainement pour un train touristique qui ferait Provins – Léchelle – Beauchery – Villiers-Saint-Georges (en reprenant l'ancien tracé). Pour concrétiser le projet de la réouverture, la gare de Villiers-Saint-Georges fut achetée par la communauté de communes du Provinois le 25 juin 2010.
Un autre projet de rocade ferrée qui relierait les villes situées à une heure de Paris est aussi envisagé par la SNCF. Un examen de la faisabilité d'exploitation d’un premier arc Sud-Est est proposé. Elle relierait Pithiviers et Meaux via Montereau et Provins. L'ancien secrétaire d'État Yves Jégo a obtenu de la SNCF qu'elle étudie la faisabilité du projet. Cette rocade fait partie des projets de service 2015-2030.

### Projets d'aménagements

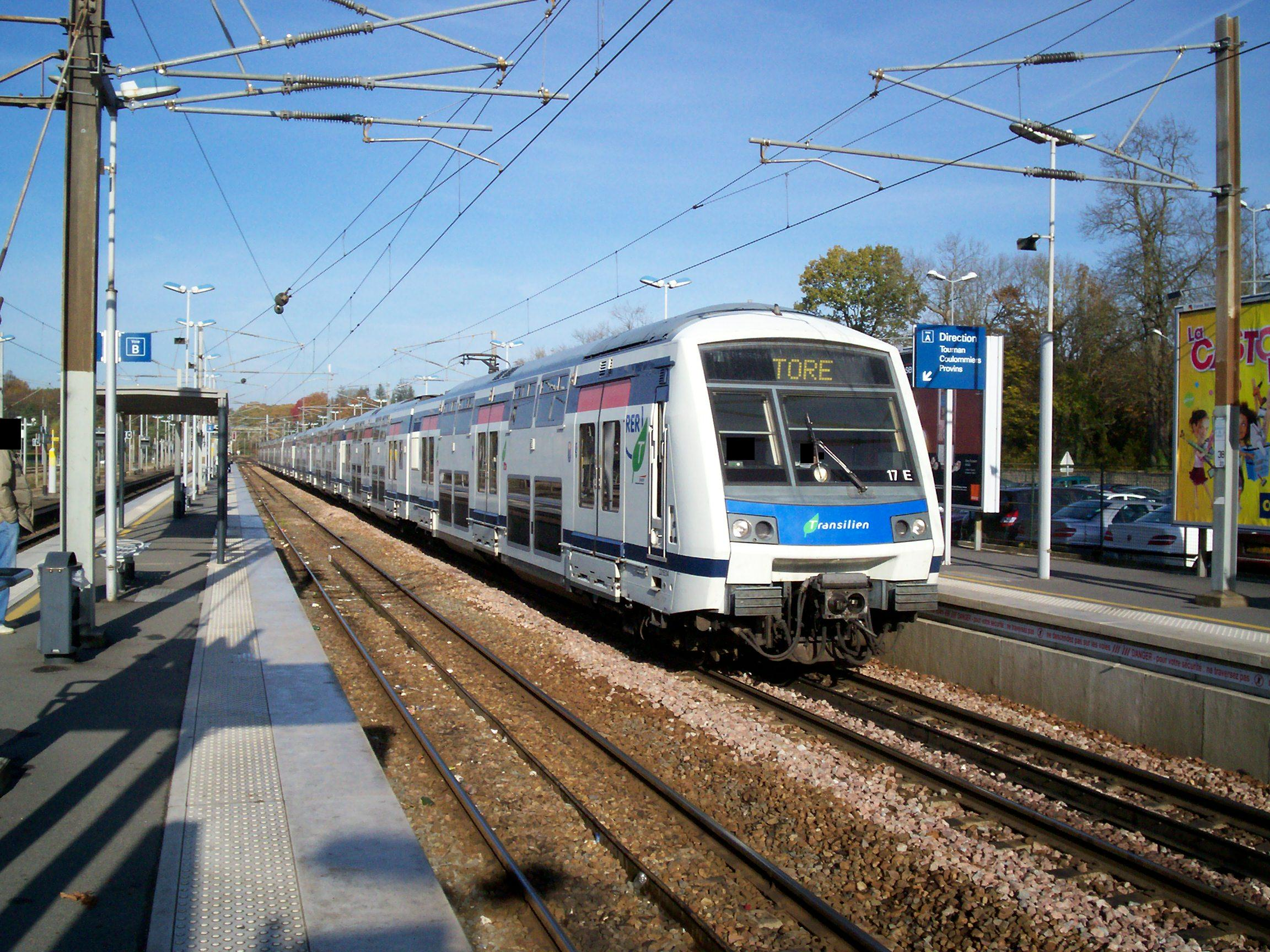
Rame Z 22500 en gare de Gretz-Armainvilliers quand s'arrêtait l'électrification (vers Longueville et Provins).

Le projet de charte de développement durable du pays du Grand Provinois a mis en place un projet de création d'un réseau maillé, pour les parcours à pied et à vélo, qui relierait les gares de Provins et de Longueville en passant par la vallée de la Voulzie via Sainte-Colombe et Poigny. Ce projet permet de diminuer la saturation des parkings des gares concernées et de répondre au Plan de déplacements urbains de la région Île-de-France qui fixait trois objectifs à atteindre : réduire la circulation automobile, doubler le nombre de déplacements à vélo et réduire l'insécurité routière, relancer les circulations douces (vélo, marche à pied, etc.).
Un projet d'électrification entre la gare de Longueville et la gare de Provins est prévu pour les objectifs de service 2015 - 2030 de la SNCF. La ligne serait électrifiée avec la partie Gretz-Armainvilliers – Troyes de la ligne Paris – Mulhouse. Cette opération est inscrite partiellement aux CPER des régions Champagne-Ardenne et Île-de-France. Les objectifs de ce projet sont la modernisation et l'amélioration de la qualité de l'offre sur les relations Paris – Provins (et Paris – Troyes).
La SNCF compte aussi installer des écrans du système d'informations Infogare de la gare de Verneuil-l'Étang à la gare de Provins ainsi que dans l'ensemble des gares Transilien P.
En octobre 2011, une étude d'un montant de 50 000 € a été programmée. Elle prévoit un aménagement d'un parc de stationnement ainsi que la création d'un espace réservé à l'accueil et à l'information touristique. Le projet d'aménagement comprend deux parties : la réalisation d'un parking pour assurer le stationnement des usagers de la gare SNCF et l'accueil des visiteurs qui arrivent à Provins par le train et qui doivent être orientés dès l'arrivée en gare. Un espace d'information et de vente de billets (pour le tourisme en ville) pourrait être construit à proximité de la gare.
La gare de Provins va devenir un centre de desserte important de bus dans l'avenir. Une ligne Provins – Val Bréon est prévue ainsi que la réalisation de deux lignes Seine-et-Marne Express (Provins – Montereau et Provins – La Ferté-Gaucher – Rebais). Elle sera alors le second arrêt le plus important de bus express du département de Seine-et-Marne (la gare de Melun étant le premier avec cinq lignes sur le territoire), ce qui permettra de désenclaver la ville de Provins et rendre la gare plus importante.